# Lista de asteroides (235001-236000)
Esta é uma lista parcial de asteroides, do asteroide número 235001 até o 236000, inclusive. Veja também o índice com todas as listas disponíveis.

| Objeto Próximos à Terra | Cinturão de asteroides (interno) | Cinturão de asteroides (externo) | Centauro       |
| Cruzador de Marte       | Cinturão de asteroides (meio)    | Troianos de Júpiter              | Transnetuniano |

Veja mais dados de cada asteroide na ligação externa para o Minor Planet Center na última coluna.
Índice: 235001... 235101... 235201... 235301... 235401... 235501... 235601... 235701... 235801... 235901... 

## 235001–235100
| Designação     | Designação | Descoberta  | Descoberta       | Descobridor(es)    | Categoria | Mais informações / Referência |
| Permanente     | Provisória | Data        | Local            | Descobridor(es)    | Categoria | Mais informações / Referência |
| -------------- | ---------- | ----------- | ---------------- | ------------------ | --------- | ----------------------------- |
| 235001         | 2003 BT83  | 31 jan 2003 | Socorro          | LINEAR             | —         | MPC                           |
| 235002         | 2003 BK87  | 26 jan 2003 | Anderson Mesa    | LONEOS             | —         | MPC                           |
| 235003         | 2003 CL7   | 1 fev 2003  | Socorro          | LINEAR             | —         | MPC                           |
| 235004         | 2003 CJ12  | 2 fev 2003  | Palomar          | NEAT               | —         | MPC                           |
| 235005         | 2003 CW17  | 7 fev 2003  | Palomar          | NEAT               | —         | MPC                           |
| 235006         | 2003 CX25  | 12 fev 2003 | Haleakalā        | NEAT               | —         | MPC                           |
| 235007         | 2003 DD8   | 22 fev 2003 | Palomar          | NEAT               | —         | MPC                           |
| 235008         | 2003 DQ9   | 25 fev 2003 | Campo Imperatore | CINEOS             | —         | MPC                           |
| 235009         | 2003 DB12  | 25 fev 2003 | Campo Imperatore | CINEOS             | —         | MPC                           |
| 235010         | 2003 DV13  | 25 fev 2003 | Haleakala        | NEAT               | —         | MPC                           |
| 235011         | 2003 DR21  | 23 fev 2003 | Anderson Mesa    | LONEOS             | —         | MPC                           |
| 235012         | 2003 EZ2   | 6 mar 2003  | Socorro          | LINEAR             | —         | MPC                           |
| 235013         | 2003 EM4   | 6 mar 2003  | Desert Eagle     | W. K. Y. Yeung     | —         | MPC                           |
| 235014         | 2003 ES4   | 4 mar 2003  | Saint-Véran      | Saint-Véran Obs.   | —         | MPC                           |
| 235015         | 2003 EC11  | 6 mar 2003  | Socorro          | LINEAR             | —         | MPC                           |
| 235016         | 2003 EC18  | 6 mar 2003  | Anderson Mesa    | LONEOS             | —         | MPC                           |
| 235017         | 2003 EY19  | 6 mar 2003  | Anderson Mesa    | LONEOS             | —         | MPC                           |
| 235018         | 2003 EE26  | 6 mar 2003  | Socorro          | LINEAR             | —         | MPC                           |
| 235019         | 2003 EF26  | 6 mar 2003  | Socorro          | LINEAR             | —         | MPC                           |
| 235020         | 2003 EF31  | 6 mar 2003  | Palomar          | NEAT               | —         | MPC                           |
| 235021         | 2003 EM32  | 7 mar 2003  | Anderson Mesa    | LONEOS             | —         | MPC                           |
| 235022         | 2003 EM44  | 7 mar 2003  | Socorro          | LINEAR             | —         | MPC                           |
| 235023         | 2003 EG49  | 10 mar 2003 | Anderson Mesa    | LONEOS             | —         | MPC                           |
| 235024         | 2003 EM49  | 10 mar 2003 | Anderson Mesa    | LONEOS             | —         | MPC                           |
| 235025         | 2003 EJ57  | 9 mar 2003  | Anderson Mesa    | LONEOS             | —         | MPC                           |
| 235026         | 2003 FC2   | 23 mar 2003 | Drebach          | Drebach Obs.       | —         | MPC                           |
| 235027 Pommard | 2003 FH2   | 23 mar 2003 | Vicques          | M. Ory             | —         | MPC                           |
| 235028         | 2003 FA6   | 26 mar 2003 | Campo Imperatore | CINEOS             | —         | MPC                           |
| 235029         | 2003 FC6   | 26 mar 2003 | Campo Imperatore | CINEOS             | —         | MPC                           |
| 235030         | 2003 FO6   | 26 mar 2003 | Kleť             | M. Tichý, M. Kočer | —         | MPC                           |
| 235031         | 2003 FW11  | 23 mar 2003 | Kitt Peak        | Spacewatch         | —         | MPC                           |
| 235032         | 2003 FH14  | 23 mar 2003 | Kitt Peak        | Spacewatch         | —         | MPC                           |
| 235033         | 2003 FT15  | 23 mar 2003 | Kitt Peak        | Spacewatch         | —         | MPC                           |
| 235034         | 2003 FX17  | 24 mar 2003 | Kitt Peak        | Spacewatch         | —         | MPC                           |
| 235035         | 2003 FU19  | 30 mar 2003 | Socorro          | LINEAR             | —         | MPC                           |
| 235036         | 2003 FH28  | 24 mar 2003 | Haleakala        | NEAT               | —         | MPC                           |
| 235037         | 2003 FD36  | 23 mar 2003 | Kitt Peak        | Spacewatch         | —         | MPC                           |
| 235038         | 2003 FS36  | 23 mar 2003 | Kitt Peak        | Spacewatch         | —         | MPC                           |
| 235039         | 2003 FN40  | 25 mar 2003 | Palomar          | NEAT               | —         | MPC                           |
| 235040         | 2003 FV47  | 24 mar 2003 | Kitt Peak        | Spacewatch         | —         | MPC                           |
| 235041         | 2003 FA55  | 25 mar 2003 | Haleakala        | NEAT               | —         | MPC                           |
| 235042         | 2003 FS56  | 26 mar 2003 | Palomar          | NEAT               | —         | MPC                           |
| 235043         | 2003 FH57  | 26 mar 2003 | Palomar          | NEAT               | —         | MPC                           |
| 235044         | 2003 FK59  | 26 mar 2003 | Palomar          | NEAT               | —         | MPC                           |
| 235045         | 2003 FU62  | 26 mar 2003 | Palomar          | NEAT               | —         | MPC                           |
| 235046         | 2003 FG67  | 26 mar 2003 | Palomar          | NEAT               | —         | MPC                           |
| 235047         | 2003 FS67  | 26 mar 2003 | Palomar          | NEAT               | —         | MPC                           |
| 235048         | 2003 FF69  | 26 mar 2003 | Palomar          | NEAT               | —         | MPC                           |
| 235049         | 2003 FU69  | 26 mar 2003 | Palomar          | NEAT               | —         | MPC                           |
| 235050         | 2003 FA70  | 26 mar 2003 | Kitt Peak        | Spacewatch         | —         | MPC                           |
| 235051         | 2003 FW70  | 26 mar 2003 | Kitt Peak        | Spacewatch         | —         | MPC                           |
| 235052         | 2003 FJ72  | 26 mar 2003 | Palomar          | NEAT               | —         | MPC                           |
| 235053         | 2003 FM72  | 26 mar 2003 | Palomar          | NEAT               | —         | MPC                           |
| 235054         | 2003 FV74  | 26 mar 2003 | Palomar          | NEAT               | —         | MPC                           |
| 235055         | 2003 FF75  | 26 mar 2003 | Campo Imperatore | CINEOS             | —         | MPC                           |
| 235056         | 2003 FU75  | 27 mar 2003 | Palomar          | NEAT               | —         | MPC                           |
| 235057         | 2003 FU77  | 27 mar 2003 | Palomar          | NEAT               | —         | MPC                           |
| 235058         | 2003 FX98  | 30 mar 2003 | Socorro          | LINEAR             | —         | MPC                           |
| 235059         | 2003 FF99  | 30 mar 2003 | Socorro          | LINEAR             | Mitidika  | MPC                           |
| 235060         | 2003 FL101 | 31 mar 2003 | Socorro          | LINEAR             | —         | MPC                           |
| 235061         | 2003 FL104 | 25 mar 2003 | Haleakala        | NEAT               | —         | MPC                           |
| 235062         | 2003 FX108 | 31 mar 2003 | Socorro          | LINEAR             | —         | MPC                           |
| 235063         | 2003 FR116 | 23 mar 2003 | Kitt Peak        | Spacewatch         | —         | MPC                           |
| 235064         | 2003 FJ118 | 25 mar 2003 | Haleakala        | NEAT               | —         | MPC                           |
| 235065         | 2003 FX118 | 26 mar 2003 | Anderson Mesa    | LONEOS             | —         | MPC                           |
| 235066         | 2003 FU130 | 29 mar 2003 | Anderson Mesa    | LONEOS             | —         | MPC                           |
| 235067         | 2003 FN131 | 27 mar 2003 | Palomar          | NEAT               | —         | MPC                           |
| 235068         | 2003 GF1   | 1 abr 2003  | Socorro          | LINEAR             | —         | MPC                           |
| 235069         | 2003 GF12  | 1 abr 2003  | Socorro          | LINEAR             | —         | MPC                           |
| 235070         | 2003 GU13  | 4 abr 2003  | Kitt Peak        | Spacewatch         | —         | MPC                           |
| 235071         | 2003 GK14  | 1 abr 2003  | Socorro          | LINEAR             | —         | MPC                           |
| 235072         | 2003 GJ16  | 2 abr 2003  | Haleakala        | NEAT               | —         | MPC                           |
| 235073         | 2003 GS23  | 5 abr 2003  | Kitt Peak        | Spacewatch         | —         | MPC                           |
| 235074         | 2003 GU28  | 8 abr 2003  | Haleakala        | NEAT               | —         | MPC                           |
| 235075         | 2003 GF29  | 5 abr 2003  | Haleakala        | NEAT               | —         | MPC                           |
| 235076         | 2003 GJ32  | 8 abr 2003  | Socorro          | LINEAR             | —         | MPC                           |
| 235077         | 2003 GG35  | 4 abr 2003  | Kitt Peak        | Spacewatch         | —         | MPC                           |
| 235078         | 2003 GG47  | 7 abr 2003  | Kitt Peak        | Spacewatch         | —         | MPC                           |
| 235079         | 2003 GT50  | 8 abr 2003  | Haleakala        | NEAT               | —         | MPC                           |
| 235080         | 2003 GS51  | 1 abr 2003  | Kitt Peak        | M. W. Buie         | —         | MPC                           |
| 235081         | 2003 GJ52  | 1 abr 2003  | Kitt Peak        | M. W. Buie         | —         | MPC                           |
| 235082         | 2003 GC56  | 9 abr 2003  | Kitt Peak        | Spacewatch         | —         | MPC                           |
| 235083         | 2003 HM3   | 24 abr 2003 | Anderson Mesa    | LONEOS             | —         | MPC                           |
| 235084         | 2003 HL5   | 24 abr 2003 | Kitt Peak        | Spacewatch         | —         | MPC                           |
| 235085         | 2003 HM11  | 23 abr 2003 | Campo Imperatore | CINEOS             | —         | MPC                           |
| 235086         | 2003 HW11  | 25 abr 2003 | Anderson Mesa    | LONEOS             | —         | MPC                           |
| 235087         | 2003 HX13  | 25 abr 2003 | Campo Imperatore | CINEOS             | —         | MPC                           |
| 235088         | 2003 HD22  | 27 abr 2003 | Anderson Mesa    | LONEOS             | —         | MPC                           |
| 235089         | 2003 HG29  | 28 abr 2003 | Kitt Peak        | Spacewatch         | —         | MPC                           |
| 235090         | 2003 HG39  | 29 abr 2003 | Socorro          | LINEAR             | —         | MPC                           |
| 235091         | 2003 HC46  | 28 abr 2003 | Kitt Peak        | Spacewatch         | —         | MPC                           |
| 235092         | 2003 HA58  | 25 abr 2003 | Anderson Mesa    | LONEOS             | —         | MPC                           |
| 235093         | 2003 JA7   | 1 mai 2003  | Socorro          | LINEAR             | —         | MPC                           |
| 235094         | 2003 JU7   | 2 mai 2003  | Socorro          | LINEAR             | —         | MPC                           |
| 235095         | 2003 JB8   | 2 mai 2003  | Socorro          | LINEAR             | —         | MPC                           |
| 235096         | 2003 JT11  | 2 mai 2003  | Socorro          | LINEAR             | —         | MPC                           |
| 235097         | 2003 KO5   | 22 mai 2003 | Kitt Peak        | Spacewatch         | —         | MPC                           |
| 235098         | 2003 KM7   | 24 mai 2003 | Kitt Peak        | Spacewatch         | —         | MPC                           |
| 235099         | 2003 KH18  | 29 mai 2003 | Socorro          | LINEAR             | Mitidika  | MPC                           |
| 235100         | 2003 KH35  | 30 mai 2003 | Cerro Tololo     | M. W. Buie         | —         | MPC                           |

## 235101–235200
| Designação | Designação | Descoberta  | Descoberta       | Descobridor(es)     | Categoria | Mais informações / Referência |
| Permanente | Provisória | Data        | Local            | Descobridor(es)     | Categoria | Mais informações / Referência |
| ---------- | ---------- | ----------- | ---------------- | ------------------- | --------- | ----------------------------- |
| 235101     | 2003 LK3   | 4 jun 2003  | Kitt Peak        | Spacewatch          | Mitidika  | MPC                           |
| 235102     | 2003 LO9   | 1 jun 2003  | Kitt Peak        | Spacewatch          | —         | MPC                           |
| 235103     | 2003 MQ1   | 23 jun 2003 | Socorro          | LINEAR              | —         | MPC                           |
| 235104     | 2003 MH8   | 28 jun 2003 | Socorro          | LINEAR              | —         | MPC                           |
| 235105     | 2003 NW4   | 4 jul 2003  | Reedy Creek      | J. Broughton        | —         | MPC                           |
| 235106     | 2003 ON5   | 22 jul 2003 | Haleakala        | NEAT                | —         | MPC                           |
| 235107     | 2003 OF14  | 21 jul 2003 | Palomar          | NEAT                | —         | MPC                           |
| 235108     | 2003 OO19  | 30 jul 2003 | Haleakala        | NEAT                | —         | MPC                           |
| 235109     | 2003 OB24  | 24 jul 2003 | Palomar          | NEAT                | —         | MPC                           |
| 235110     | 2003 OG26  | 24 jul 2003 | Palomar          | NEAT                | —         | MPC                           |
| 235111     | 2003 OS27  | 24 jul 2003 | Palomar          | NEAT                | Phocaea   | MPC                           |
| 235112     | 2003 OJ29  | 24 jul 2003 | Palomar          | NEAT                | —         | MPC                           |
| 235113     | 2003 PX    | 1 ago 2003  | Socorro          | LINEAR              | —         | MPC                           |
| 235114     | 2003 PV1   | 1 ago 2003  | Haleakala        | NEAT                | —         | MPC                           |
| 235115     | 2003 PW4   | 3 ago 2003  | Haleakala        | NEAT                | —         | MPC                           |
| 235116     | 2003 PH7   | 1 ago 2003  | Haleakala        | NEAT                | —         | MPC                           |
| 235117     | 2003 QL6   | 18 ago 2003 | Campo Imperatore | CINEOS              | —         | MPC                           |
| 235118     | 2003 QU7   | 21 ago 2003 | Palomar          | NEAT                | —         | MPC                           |
| 235119     | 2003 QF11  | 20 ago 2003 | Campo Imperatore | CINEOS              | —         | MPC                           |
| 235120     | 2003 QQ12  | 22 ago 2003 | Haleakala        | NEAT                | —         | MPC                           |
| 235121     | 2003 QK21  | 22 ago 2003 | Palomar          | NEAT                | —         | MPC                           |
| 235122     | 2003 QJ26  | 22 ago 2003 | Haleakala        | NEAT                | —         | MPC                           |
| 235123     | 2003 QY26  | 22 ago 2003 | Haleakala        | NEAT                | —         | MPC                           |
| 235124     | 2003 QS33  | 22 ago 2003 | Palomar          | NEAT                | —         | MPC                           |
| 235125     | 2003 QU38  | 22 ago 2003 | Palomar          | NEAT                | —         | MPC                           |
| 235126     | 2003 QB42  | 22 ago 2003 | Socorro          | LINEAR              | —         | MPC                           |
| 235127     | 2003 QV42  | 22 ago 2003 | Palomar          | NEAT                | —         | MPC                           |
| 235128     | 2003 QL45  | 23 ago 2003 | Palomar          | NEAT                | —         | MPC                           |
| 235129     | 2003 QJ47  | 23 ago 2003 | Socorro          | LINEAR              | Juno      | MPC                           |
| 235130     | 2003 QY53  | 23 ago 2003 | Socorro          | LINEAR              | —         | MPC                           |
| 235131     | 2003 QL57  | 23 ago 2003 | Socorro          | LINEAR              | —         | MPC                           |
| 235132     | 2003 QP57  | 23 ago 2003 | Palomar          | NEAT                | —         | MPC                           |
| 235133     | 2003 QN59  | 23 ago 2003 | Socorro          | LINEAR              | —         | MPC                           |
| 235134     | 2003 QR60  | 23 ago 2003 | Socorro          | LINEAR              | —         | MPC                           |
| 235135     | 2003 QF63  | 23 ago 2003 | Socorro          | LINEAR              | Phocaea   | MPC                           |
| 235136     | 2003 QJ63  | 23 ago 2003 | Socorro          | LINEAR              | —         | MPC                           |
| 235137     | 2003 QK63  | 23 ago 2003 | Socorro          | LINEAR              | —         | MPC                           |
| 235138     | 2003 QP68  | 25 ago 2003 | Socorro          | LINEAR              | —         | MPC                           |
| 235139     | 2003 QC69  | 26 ago 2003 | Reedy Creek      | J. Broughton        | —         | MPC                           |
| 235140     | 2003 QB71  | 23 ago 2003 | Palomar          | NEAT                | —         | MPC                           |
| 235141     | 2003 QC74  | 24 ago 2003 | Socorro          | LINEAR              | —         | MPC                           |
| 235142     | 2003 QR77  | 24 ago 2003 | Socorro          | LINEAR              | —         | MPC                           |
| 235143     | 2003 QY77  | 24 ago 2003 | Socorro          | LINEAR              | —         | MPC                           |
| 235144     | 2003 QQ81  | 23 ago 2003 | Socorro          | LINEAR              | —         | MPC                           |
| 235145     | 2003 QL88  | 25 ago 2003 | Cerro Tololo     | M. W. Buie          | —         | MPC                           |
| 235146     | 2003 QE96  | 30 ago 2003 | Haleakala        | NEAT                | Phocaea   | MPC                           |
| 235147     | 2003 QP101 | 29 ago 2003 | Haleakala        | NEAT                | —         | MPC                           |
| 235148     | 2003 QA103 | 31 ago 2003 | Kitt Peak        | Spacewatch          | —         | MPC                           |
| 235149     | 2003 QS104 | 29 ago 2003 | Socorro          | LINEAR              | —         | MPC                           |
| 235150     | 2003 QT114 | 31 ago 2003 | Haleakala        | NEAT                | Flora     | MPC                           |
| 235151     | 2003 RD    | 2 set 2003  | Socorro          | LINEAR              | —         | MPC                           |
| 235152     | 2003 RE1   | 2 set 2003  | Socorro          | LINEAR              | —         | MPC                           |
| 235153     | 2003 RP1   | 2 set 2003  | Reedy Creek      | J. Broughton        | —         | MPC                           |
| 235154     | 2003 RM5   | 4 set 2003  | Kitt Peak        | Spacewatch          | —         | MPC                           |
| 235155     | 2003 RL6   | 1 set 2003  | Socorro          | LINEAR              | —         | MPC                           |
| 235156     | 2003 RR9   | 4 set 2003  | Socorro          | LINEAR              | —         | MPC                           |
| 235157     | 2003 RH23  | 13 set 2003 | Haleakala        | NEAT                | —         | MPC                           |
| 235158     | 2003 SL1   | 16 set 2003 | Kitt Peak        | Spacewatch          | —         | MPC                           |
| 235159     | 2003 SG3   | 16 set 2003 | Palomar          | NEAT                | —         | MPC                           |
| 235160     | 2003 SQ4   | 16 set 2003 | Palomar          | NEAT                | Phocaea   | MPC                           |
| 235161     | 2003 SC6   | 16 set 2003 | Kitt Peak        | Spacewatch          | —         | MPC                           |
| 235162     | 2003 ST7   | 16 set 2003 | Palomar          | NEAT                | —         | MPC                           |
| 235163     | 2003 SK8   | 16 set 2003 | Kitt Peak        | Spacewatch          | —         | MPC                           |
| 235164     | 2003 SG11  | 17 set 2003 | Socorro          | LINEAR              | Juno      | MPC                           |
| 235165     | 2003 SO24  | 17 set 2003 | Socorro          | LINEAR              | —         | MPC                           |
| 235166     | 2003 SG31  | 18 set 2003 | Kitt Peak        | Spacewatch          | —         | MPC                           |
| 235167     | 2003 SC36  | 18 set 2003 | Socorro          | LINEAR              | —         | MPC                           |
| 235168     | 2003 SF43  | 16 set 2003 | Anderson Mesa    | LONEOS              | Phocaea   | MPC                           |
| 235169     | 2003 SW43  | 16 set 2003 | Anderson Mesa    | LONEOS              | —         | MPC                           |
| 235170     | 2003 SM46  | 16 set 2003 | Anderson Mesa    | LONEOS              | Eos       | MPC                           |
| 235171     | 2003 SH47  | 16 set 2003 | Anderson Mesa    | LONEOS              | —         | MPC                           |
| 235172     | 2003 SV51  | 18 set 2003 | Palomar          | NEAT                | —         | MPC                           |
| 235173     | 2003 SW60  | 17 set 2003 | Kitt Peak        | Spacewatch          | —         | MPC                           |
| 235174     | 2003 SM61  | 17 set 2003 | Socorro          | LINEAR              | Eos       | MPC                           |
| 235175     | 2003 SG62  | 17 set 2003 | Socorro          | LINEAR              | —         | MPC                           |
| 235176     | 2003 SP64  | 18 set 2003 | Campo Imperatore | CINEOS              | —         | MPC                           |
| 235177     | 2003 SY65  | 18 set 2003 | Socorro          | LINEAR              | —         | MPC                           |
| 235178     | 2003 SN66  | 18 set 2003 | Campo Imperatore | CINEOS              | —         | MPC                           |
| 235179     | 2003 SH68  | 17 set 2003 | Kitt Peak        | Spacewatch          | —         | MPC                           |
| 235180     | 2003 SD71  | 18 set 2003 | Kitt Peak        | Spacewatch          | —         | MPC                           |
| 235181     | 2003 SW77  | 19 set 2003 | Kitt Peak        | Spacewatch          | —         | MPC                           |
| 235182     | 2003 SV82  | 18 set 2003 | Kitt Peak        | Spacewatch          | —         | MPC                           |
| 235183     | 2003 SW92  | 18 set 2003 | Kitt Peak        | Spacewatch          | —         | MPC                           |
| 235184     | 2003 SL93  | 18 set 2003 | Kitt Peak        | Spacewatch          | —         | MPC                           |
| 235185     | 2003 SE94  | 18 set 2003 | Palomar          | NEAT                | —         | MPC                           |
| 235186     | 2003 SN99  | 19 set 2003 | Haleakala        | NEAT                | —         | MPC                           |
| 235187     | 2003 SM100 | 20 set 2003 | Kitt Peak        | Spacewatch          | —         | MPC                           |
| 235188     | 2003 SF106 | 20 set 2003 | Palomar          | NEAT                | —         | MPC                           |
| 235189     | 2003 SW107 | 20 set 2003 | Palomar          | NEAT                | —         | MPC                           |
| 235190     | 2003 SF108 | 20 set 2003 | Palomar          | NEAT                | —         | MPC                           |
| 235191     | 2003 SG129 | 20 set 2003 | Črni Vrh         | Črni Vrh            | —         | MPC                           |
| 235192     | 2003 SK129 | 20 set 2003 | Essen            | Walter Hohmann Obs. | —         | MPC                           |
| 235193     | 2003 SE134 | 18 set 2003 | Palomar          | NEAT                | —         | MPC                           |
| 235194     | 2003 SR134 | 18 set 2003 | Kitt Peak        | Spacewatch          | —         | MPC                           |
| 235195     | 2003 SC138 | 21 set 2003 | Črni Vrh         | J. Skvarč           | —         | MPC                           |
| 235196     | 2003 SR138 | 20 set 2003 | Palomar          | NEAT                | —         | MPC                           |
| 235197     | 2003 SF146 | 20 set 2003 | Haleakala        | NEAT                | —         | MPC                           |
| 235198     | 2003 SL148 | 16 set 2003 | Socorro          | LINEAR              | —         | MPC                           |
| 235199     | 2003 SQ148 | 16 set 2003 | Kitt Peak        | Spacewatch          | —         | MPC                           |
| 235200     | 2003 SP154 | 19 set 2003 | Anderson Mesa    | LONEOS              | —         | MPC                           |

## 235201–235300
| Designação            | Designação | Descoberta  | Descoberta    | Descobridor(es)         | Categoria | Mais informações / Referência |
| Permanente            | Provisória | Data        | Local         | Descobridor(es)         | Categoria | Mais informações / Referência |
| --------------------- | ---------- | ----------- | ------------- | ----------------------- | --------- | ----------------------------- |
| 235201 Lorántffy      | 2003 SG158 | 23 set 2003 | Piszkéstető   | K. Sárneczky, B. Sipőcz | —         | MPC                           |
| 235202                | 2003 SP158 | 23 set 2003 | Haleakala     | NEAT                    | —         | MPC                           |
| 235203                | 2003 SE164 | 20 set 2003 | Anderson Mesa | LONEOS                  | —         | MPC                           |
| 235204                | 2003 SH167 | 22 set 2003 | Socorro       | LINEAR                  | —         | MPC                           |
| 235205                | 2003 SQ167 | 22 set 2003 | Kitt Peak     | Spacewatch              | —         | MPC                           |
| 235206                | 2003 SV174 | 18 set 2003 | Kitt Peak     | Spacewatch              | —         | MPC                           |
| 235207                | 2003 SW175 | 18 set 2003 | Kitt Peak     | Spacewatch              | —         | MPC                           |
| 235208                | 2003 SS183 | 21 set 2003 | Socorro       | LINEAR                  | —         | MPC                           |
| 235209                | 2003 SK186 | 22 set 2003 | Anderson Mesa | LONEOS                  | —         | MPC                           |
| 235210                | 2003 SB189 | 22 set 2003 | Anderson Mesa | LONEOS                  | —         | MPC                           |
| 235211                | 2003 SP189 | 22 set 2003 | Kitt Peak     | Spacewatch              | —         | MPC                           |
| 235212                | 2003 SZ192 | 20 set 2003 | Palomar       | NEAT                    | —         | MPC                           |
| 235213                | 2003 ST201 | 26 set 2003 | Desert Eagle  | W. K. Y. Yeung          | —         | MPC                           |
| 235214                | 2003 SX208 | 23 set 2003 | Haleakala     | NEAT                    | —         | MPC                           |
| 235215                | 2003 SL217 | 27 set 2003 | Kitt Peak     | Spacewatch              | —         | MPC                           |
| 235216                | 2003 SR217 | 27 set 2003 | Sierra Nevada | Sierra Nevada Obs.      | —         | MPC                           |
| 235217                | 2003 SZ223 | 30 set 2003 | Drebach       | T. Payer                | —         | MPC                           |
| 235218                | 2003 SX230 | 24 set 2003 | Palomar       | NEAT                    | —         | MPC                           |
| 235219                | 2003 SU231 | 24 set 2003 | Palomar       | NEAT                    | —         | MPC                           |
| 235220                | 2003 SE232 | 24 set 2003 | Haleakala     | NEAT                    | —         | MPC                           |
| 235221                | 2003 SZ236 | 26 set 2003 | Socorro       | LINEAR                  | —         | MPC                           |
| 235222                | 2003 SU237 | 26 set 2003 | Socorro       | LINEAR                  | —         | MPC                           |
| 235223                | 2003 SA238 | 26 set 2003 | Desert Eagle  | W. K. Y. Yeung          | —         | MPC                           |
| 235224                | 2003 SM238 | 27 set 2003 | Socorro       | LINEAR                  | —         | MPC                           |
| 235225                | 2003 SZ244 | 26 set 2003 | Socorro       | LINEAR                  | —         | MPC                           |
| 235226                | 2003 SE246 | 26 set 2003 | Socorro       | LINEAR                  | —         | MPC                           |
| 235227                | 2003 SX247 | 26 set 2003 | Socorro       | LINEAR                  | —         | MPC                           |
| 235228                | 2003 SK251 | 26 set 2003 | Socorro       | LINEAR                  | Juno      | MPC                           |
| 235229                | 2003 SY252 | 27 set 2003 | Anderson Mesa | LONEOS                  | —         | MPC                           |
| 235230                | 2003 SF255 | 27 set 2003 | Kitt Peak     | Spacewatch              | —         | MPC                           |
| 235231                | 2003 SU256 | 28 set 2003 | Kitt Peak     | Spacewatch              | —         | MPC                           |
| 235232                | 2003 SL258 | 28 set 2003 | Kitt Peak     | Spacewatch              | —         | MPC                           |
| 235233                | 2003 SZ258 | 28 set 2003 | Kitt Peak     | Spacewatch              | —         | MPC                           |
| 235234                | 2003 SV260 | 27 set 2003 | Socorro       | LINEAR                  | —         | MPC                           |
| 235235                | 2003 SB263 | 28 set 2003 | Socorro       | LINEAR                  | —         | MPC                           |
| 235236                | 2003 SS267 | 29 set 2003 | Kitt Peak     | Spacewatch              | —         | MPC                           |
| 235237                | 2003 SE276 | 29 set 2003 | Kitt Peak     | Spacewatch              | —         | MPC                           |
| 235238                | 2003 SF280 | 18 set 2003 | Socorro       | LINEAR                  | —         | MPC                           |
| 235239                | 2003 SO290 | 28 set 2003 | Kitt Peak     | Spacewatch              | —         | MPC                           |
| 235240                | 2003 ST290 | 28 set 2003 | Kitt Peak     | Spacewatch              | —         | MPC                           |
| 235241                | 2003 SA301 | 17 set 2003 | Palomar       | NEAT                    | —         | MPC                           |
| 235242                | 2003 SL302 | 17 set 2003 | Palomar       | NEAT                    | —         | MPC                           |
| 235243                | 2003 SS302 | 17 set 2003 | Palomar       | NEAT                    | —         | MPC                           |
| 235244                | 2003 ST308 | 29 set 2003 | Socorro       | LINEAR                  | —         | MPC                           |
| 235245                | 2003 ST310 | 29 set 2003 | Socorro       | LINEAR                  | Phocaea   | MPC                           |
| 235246                | 2003 SD317 | 16 set 2003 | Kitt Peak     | Spacewatch              | —         | MPC                           |
| 235247                | 2003 SG319 | 21 set 2003 | Anderson Mesa | LONEOS                  | —         | MPC                           |
| 235248                | 2003 SV319 | 28 set 2003 | Anderson Mesa | LONEOS                  | —         | MPC                           |
| 235249                | 2003 SF320 | 17 set 2003 | Socorro       | LINEAR                  | —         | MPC                           |
| 235250                | 2003 SR320 | 18 set 2003 | Kitt Peak     | Spacewatch              | —         | MPC                           |
| 235251                | 2003 SU320 | 18 set 2003 | Kitt Peak     | Spacewatch              | —         | MPC                           |
| 235252                | 2003 SN321 | 21 set 2003 | Anderson Mesa | LONEOS                  | —         | MPC                           |
| 235253                | 2003 SU321 | 22 set 2003 | Palomar       | NEAT                    | —         | MPC                           |
| 235254                | 2003 SH322 | 28 set 2003 | Socorro       | LINEAR                  | —         | MPC                           |
| 235255                | 2003 SR323 | 16 set 2003 | Kitt Peak     | Spacewatch              | —         | MPC                           |
| 235256                | 2003 SS353 | 21 set 2003 | Palomar       | NEAT                    | —         | MPC                           |
| 235257                | 2003 SR354 | 22 set 2003 | Anderson Mesa | LONEOS                  | —         | MPC                           |
| 235258                | 2003 ST378 | 26 set 2003 | Apache Point  | SDSS                    | —         | MPC                           |
| 235259                | 2003 SV414 | 28 set 2003 | Apache Point  | SDSS                    | —         | MPC                           |
| 235260                | 2003 SE415 | 28 set 2003 | Apache Point  | SDSS                    | —         | MPC                           |
| 235261                | 2003 SU420 | 29 set 2003 | Apache Point  | SDSS                    | —         | MPC                           |
| 235262                | 2003 SB428 | 16 set 2003 | Kitt Peak     | Spacewatch              | —         | MPC                           |
| 235263                | 2003 SN428 | 18 set 2003 | Kitt Peak     | Spacewatch              | —         | MPC                           |
| 235264                | 2003 TD4   | 2 out 2003  | Kitt Peak     | Spacewatch              | —         | MPC                           |
| 235265                | 2003 TY8   | 3 out 2003  | Haleakala     | NEAT                    | —         | MPC                           |
| 235266                | 2003 TD9   | 4 out 2003  | Kitt Peak     | Spacewatch              | Pallas    | MPC                           |
| 235267                | 2003 TU11  | 14 out 2003 | Anderson Mesa | LONEOS                  | —         | MPC                           |
| 235268                | 2003 TK12  | 14 out 2003 | Anderson Mesa | LONEOS                  | —         | MPC                           |
| 235269                | 2003 TA21  | 15 out 2003 | Anderson Mesa | LONEOS                  | —         | MPC                           |
| 235270                | 2003 TN31  | 1 out 2003  | Kitt Peak     | Spacewatch              | —         | MPC                           |
| 235271                | 2003 TX37  | 2 out 2003  | Kitt Peak     | Spacewatch              | —         | MPC                           |
| 235272                | 2003 TK44  | 2 out 2003  | Haleakala     | NEAT                    | —         | MPC                           |
| 235273                | 2003 TA50  | 3 out 2003  | Kitt Peak     | Spacewatch              | Juno      | MPC                           |
| 235274                | 2003 TE50  | 3 out 2003  | Haleakala     | NEAT                    | —         | MPC                           |
| 235275                | 2003 TO57  | 6 out 2003  | Anderson Mesa | LONEOS                  | —         | MPC                           |
| 235276                | 2003 TR58  | 2 out 2003  | Kitt Peak     | Spacewatch              | —         | MPC                           |
| 235277                | 2003 UO8   | 16 out 2003 | Anderson Mesa | LONEOS                  | —         | MPC                           |
| 235278                | 2003 UE11  | 16 out 2003 | Anderson Mesa | LONEOS                  | Juno      | MPC                           |
| 235279                | 2003 UL17  | 17 out 2003 | Anderson Mesa | LONEOS                  | —         | MPC                           |
| 235280                | 2003 UU17  | 18 out 2003 | Kitt Peak     | Spacewatch              | —         | MPC                           |
| 235281 Jackwilliamson | 2003 UV17  | 18 out 2003 | Saint-Sulpice | B. Christophe           | —         | MPC                           |
| 235282                | 2003 UO19  | 20 out 2003 | Kingsnake     | J. V. McClusky          | —         | MPC                           |
| 235283                | 2003 UC29  | 22 out 2003 | Kvistaberg    | UDAS                    | —         | MPC                           |
| 235284                | 2003 UF32  | 16 out 2003 | Kitt Peak     | Spacewatch              | —         | MPC                           |
| 235285                | 2003 UF34  | 17 out 2003 | Kitt Peak     | Spacewatch              | —         | MPC                           |
| 235286                | 2003 UQ36  | 16 out 2003 | Palomar       | NEAT                    | —         | MPC                           |
| 235287                | 2003 UL41  | 17 out 2003 | Kitt Peak     | Spacewatch              | —         | MPC                           |
| 235288                | 2003 UQ43  | 17 out 2003 | Kitt Peak     | Spacewatch              | —         | MPC                           |
| 235289                | 2003 UJ49  | 16 out 2003 | Palomar       | NEAT                    | Pallas    | MPC                           |
| 235290                | 2003 UU50  | 18 out 2003 | Palomar       | NEAT                    | —         | MPC                           |
| 235291                | 2003 UY56  | 23 out 2003 | Kitt Peak     | Spacewatch              | —         | MPC                           |
| 235292                | 2003 UG58  | 16 out 2003 | Kitt Peak     | Spacewatch              | —         | MPC                           |
| 235293                | 2003 UK66  | 16 out 2003 | Palomar       | NEAT                    | —         | MPC                           |
| 235294                | 2003 UC69  | 18 out 2003 | Kitt Peak     | Spacewatch              | —         | MPC                           |
| 235295                | 2003 UU71  | 19 out 2003 | Kitt Peak     | Spacewatch              | —         | MPC                           |
| 235296                | 2003 UW73  | 28 out 2003 | Socorro       | LINEAR                  | Juno      | MPC                           |
| 235297                | 2003 UN80  | 16 out 2003 | Kitt Peak     | Spacewatch              | —         | MPC                           |
| 235298                | 2003 UQ80  | 16 out 2003 | Kitt Peak     | Spacewatch              | —         | MPC                           |
| 235299                | 2003 UO83  | 17 out 2003 | Anderson Mesa | LONEOS                  | —         | MPC                           |
| 235300                | 2003 UN86  | 18 out 2003 | Palomar       | NEAT                    | —         | MPC                           |

## 235301–235400
| Designação | Designação | Descoberta  | Descoberta    | Descobridor(es) | Categoria | Mais informações / Referência |
| Permanente | Provisória | Data        | Local         | Descobridor(es) | Categoria | Mais informações / Referência |
| ---------- | ---------- | ----------- | ------------- | --------------- | --------- | ----------------------------- |
| 235301     | 2003 UP91  | 20 out 2003 | Kitt Peak     | Spacewatch      | —         | MPC                           |
| 235302     | 2003 UD93  | 17 out 2003 | Anderson Mesa | LONEOS          | —         | MPC                           |
| 235303     | 2003 UK94  | 18 out 2003 | Kitt Peak     | Spacewatch      | —         | MPC                           |
| 235304     | 2003 UA96  | 18 out 2003 | Kitt Peak     | Spacewatch      | —         | MPC                           |
| 235305     | 2003 UE97  | 19 out 2003 | Kitt Peak     | Spacewatch      | —         | MPC                           |
| 235306     | 2003 UM109 | 19 out 2003 | Kitt Peak     | Spacewatch      | —         | MPC                           |
| 235307     | 2003 UX112 | 20 out 2003 | Socorro       | LINEAR          | —         | MPC                           |
| 235308     | 2003 UO114 | 20 out 2003 | Kitt Peak     | Spacewatch      | —         | MPC                           |
| 235309     | 2003 UL122 | 19 out 2003 | Kitt Peak     | Spacewatch      | —         | MPC                           |
| 235310     | 2003 UC126 | 20 out 2003 | Kitt Peak     | Spacewatch      | —         | MPC                           |
| 235311     | 2003 UY128 | 21 out 2003 | Kitt Peak     | Spacewatch      | —         | MPC                           |
| 235312     | 2003 UL133 | 20 out 2003 | Palomar       | NEAT            | —         | MPC                           |
| 235313     | 2003 UJ134 | 20 out 2003 | Palomar       | NEAT            | —         | MPC                           |
| 235314     | 2003 UV140 | 16 out 2003 | Palomar       | NEAT            | —         | MPC                           |
| 235315     | 2003 UP144 | 18 out 2003 | Anderson Mesa | LONEOS          | Eos       | MPC                           |
| 235316     | 2003 UV144 | 18 out 2003 | Anderson Mesa | LONEOS          | —         | MPC                           |
| 235317     | 2003 UK165 | 21 out 2003 | Kitt Peak     | Spacewatch      | —         | MPC                           |
| 235318     | 2003 UD171 | 19 out 2003 | Kitt Peak     | Spacewatch      | —         | MPC                           |
| 235319     | 2003 UG173 | 20 out 2003 | Palomar       | NEAT            | —         | MPC                           |
| 235320     | 2003 UA175 | 21 out 2003 | Kitt Peak     | Spacewatch      | —         | MPC                           |
| 235321     | 2003 UA178 | 21 out 2003 | Socorro       | LINEAR          | —         | MPC                           |
| 235322     | 2003 UM178 | 21 out 2003 | Socorro       | LINEAR          | —         | MPC                           |
| 235323     | 2003 UU181 | 21 out 2003 | Palomar       | NEAT            | —         | MPC                           |
| 235324     | 2003 UM185 | 21 out 2003 | Kitt Peak     | Spacewatch      | —         | MPC                           |
| 235325     | 2003 UF186 | 22 out 2003 | Kitt Peak     | Spacewatch      | —         | MPC                           |
| 235326     | 2003 UY189 | 22 out 2003 | Kitt Peak     | Spacewatch      | —         | MPC                           |
| 235327     | 2003 UY191 | 23 out 2003 | Anderson Mesa | LONEOS          | —         | MPC                           |
| 235328     | 2003 UA195 | 20 out 2003 | Kitt Peak     | Spacewatch      | —         | MPC                           |
| 235329     | 2003 UG196 | 21 out 2003 | Kitt Peak     | Spacewatch      | —         | MPC                           |
| 235330     | 2003 UJ197 | 21 out 2003 | Kitt Peak     | Spacewatch      | —         | MPC                           |
| 235331     | 2003 UM198 | 21 out 2003 | Palomar       | NEAT            | —         | MPC                           |
| 235332     | 2003 UT199 | 21 out 2003 | Socorro       | LINEAR          | —         | MPC                           |
| 235333     | 2003 UE201 | 21 out 2003 | Socorro       | LINEAR          | —         | MPC                           |
| 235334     | 2003 UK203 | 21 out 2003 | Kitt Peak     | Spacewatch      | —         | MPC                           |
| 235335     | 2003 UO207 | 22 out 2003 | Kitt Peak     | Spacewatch      | —         | MPC                           |
| 235336     | 2003 UT210 | 23 out 2003 | Kitt Peak     | Spacewatch      | —         | MPC                           |
| 235337     | 2003 UY215 | 21 out 2003 | Kitt Peak     | Spacewatch      | Eos       | MPC                           |
| 235338     | 2003 UL216 | 21 out 2003 | Socorro       | LINEAR          | —         | MPC                           |
| 235339     | 2003 UG222 | 22 out 2003 | Socorro       | LINEAR          | —         | MPC                           |
| 235340     | 2003 UP224 | 22 out 2003 | Kitt Peak     | Spacewatch      | —         | MPC                           |
| 235341     | 2003 UB238 | 23 out 2003 | Haleakala     | NEAT            | —         | MPC                           |
| 235342     | 2003 UF242 | 24 out 2003 | Socorro       | LINEAR          | —         | MPC                           |
| 235343     | 2003 UR242 | 24 out 2003 | Socorro       | LINEAR          | —         | MPC                           |
| 235344     | 2003 UC248 | 25 out 2003 | Kitt Peak     | Spacewatch      | —         | MPC                           |
| 235345     | 2003 UL255 | 25 out 2003 | Socorro       | LINEAR          | —         | MPC                           |
| 235346     | 2003 UH259 | 25 out 2003 | Socorro       | LINEAR          | —         | MPC                           |
| 235347     | 2003 UP260 | 25 out 2003 | Kitt Peak     | Spacewatch      | —         | MPC                           |
| 235348     | 2003 UQ266 | 28 out 2003 | Socorro       | LINEAR          | —         | MPC                           |
| 235349     | 2003 UM268 | 28 out 2003 | Socorro       | LINEAR          | —         | MPC                           |
| 235350     | 2003 UW268 | 28 out 2003 | Kitt Peak     | Spacewatch      | —         | MPC                           |
| 235351     | 2003 UD273 | 29 out 2003 | Socorro       | LINEAR          | —         | MPC                           |
| 235352     | 2003 UN282 | 29 out 2003 | Anderson Mesa | LONEOS          | —         | MPC                           |
| 235353     | 2003 UZ303 | 17 out 2003 | Kitt Peak     | Spacewatch      | —         | MPC                           |
| 235354     | 2003 UP315 | 19 out 2003 | Anderson Mesa | LONEOS          | —         | MPC                           |
| 235355     | 2003 UE323 | 16 out 2003 | Kitt Peak     | Spacewatch      | —         | MPC                           |
| 235356     | 2003 UZ329 | 17 out 2003 | Kitt Peak     | Spacewatch      | —         | MPC                           |
| 235357     | 2003 UH337 | 18 out 2003 | Apache Point  | SDSS            | —         | MPC                           |
| 235358     | 2003 UJ343 | 19 out 2003 | Apache Point  | SDSS            | —         | MPC                           |
| 235359     | 2003 US343 | 19 out 2003 | Kitt Peak     | Spacewatch      | —         | MPC                           |
| 235360     | 2003 UE359 | 19 out 2003 | Kitt Peak     | Spacewatch      | —         | MPC                           |
| 235361     | 2003 UT365 | 20 out 2003 | Kitt Peak     | Spacewatch      | —         | MPC                           |
| 235362     | 2003 UQ378 | 22 out 2003 | Apache Point  | SDSS            | —         | MPC                           |
| 235363     | 2003 VU2   | 6 nov 2003  | Socorro       | LINEAR          | —         | MPC                           |
| 235364     | 2003 WU6   | 18 nov 2003 | Palomar       | NEAT            | —         | MPC                           |
| 235365     | 2003 WF9   | 16 nov 2003 | Kitt Peak     | Spacewatch      | —         | MPC                           |
| 235366     | 2003 WN11  | 18 nov 2003 | Palomar       | NEAT            | —         | MPC                           |
| 235367     | 2003 WL20  | 19 nov 2003 | Socorro       | LINEAR          | —         | MPC                           |
| 235368     | 2003 WY23  | 18 nov 2003 | Kitt Peak     | Spacewatch      | —         | MPC                           |
| 235369     | 2003 WZ23  | 18 nov 2003 | Kitt Peak     | Spacewatch      | —         | MPC                           |
| 235370     | 2003 WX24  | 20 nov 2003 | Socorro       | LINEAR          | —         | MPC                           |
| 235371     | 2003 WS27  | 16 nov 2003 | Kitt Peak     | Spacewatch      | Eos       | MPC                           |
| 235372     | 2003 WP37  | 19 nov 2003 | Socorro       | LINEAR          | —         | MPC                           |
| 235373     | 2003 WU38  | 19 nov 2003 | Socorro       | LINEAR          | —         | MPC                           |
| 235374     | 2003 WE39  | 19 nov 2003 | Kitt Peak     | Spacewatch      | —         | MPC                           |
| 235375     | 2003 WJ42  | 21 nov 2003 | Socorro       | LINEAR          | —         | MPC                           |
| 235376     | 2003 WK44  | 19 nov 2003 | Palomar       | NEAT            | —         | MPC                           |
| 235377     | 2003 WL44  | 19 nov 2003 | Palomar       | NEAT            | —         | MPC                           |
| 235378     | 2003 WT48  | 19 nov 2003 | Catalina      | CSS             | —         | MPC                           |
| 235379     | 2003 WY57  | 18 nov 2003 | Kitt Peak     | Spacewatch      | —         | MPC                           |
| 235380     | 2003 WL62  | 19 nov 2003 | Kitt Peak     | Spacewatch      | —         | MPC                           |
| 235381     | 2003 WK66  | 19 nov 2003 | Socorro       | LINEAR          | —         | MPC                           |
| 235382     | 2003 WV77  | 20 nov 2003 | Socorro       | LINEAR          | —         | MPC                           |
| 235383     | 2003 WE80  | 20 nov 2003 | Socorro       | LINEAR          | —         | MPC                           |
| 235384     | 2003 WQ81  | 18 nov 2003 | Kitt Peak     | Spacewatch      | —         | MPC                           |
| 235385     | 2003 WB83  | 20 nov 2003 | Palomar       | NEAT            | —         | MPC                           |
| 235386     | 2003 WL83  | 20 nov 2003 | Socorro       | LINEAR          | —         | MPC                           |
| 235387     | 2003 WC96  | 19 nov 2003 | Anderson Mesa | LONEOS          | —         | MPC                           |
| 235388     | 2003 WG96  | 19 nov 2003 | Anderson Mesa | LONEOS          | —         | MPC                           |
| 235389     | 2003 WV96  | 19 nov 2003 | Anderson Mesa | LONEOS          | —         | MPC                           |
| 235390     | 2003 WG99  | 20 nov 2003 | Socorro       | LINEAR          | —         | MPC                           |
| 235391     | 2003 WT101 | 21 nov 2003 | Socorro       | LINEAR          | —         | MPC                           |
| 235392     | 2003 WS125 | 20 nov 2003 | Socorro       | LINEAR          | —         | MPC                           |
| 235393     | 2003 WF130 | 21 nov 2003 | Socorro       | LINEAR          | —         | MPC                           |
| 235394     | 2003 WX134 | 21 nov 2003 | Socorro       | LINEAR          | —         | MPC                           |
| 235395     | 2003 WS151 | 26 nov 2003 | Kitt Peak     | Spacewatch      | —         | MPC                           |
| 235396     | 2003 WH155 | 26 nov 2003 | Kitt Peak     | Spacewatch      | —         | MPC                           |
| 235397     | 2003 WD161 | 30 nov 2003 | Kitt Peak     | Spacewatch      | —         | MPC                           |
| 235398     | 2003 WV162 | 30 nov 2003 | Kitt Peak     | Spacewatch      | —         | MPC                           |
| 235399     | 2003 WN163 | 30 nov 2003 | Kitt Peak     | Spacewatch      | —         | MPC                           |
| 235400     | 2003 WE169 | 19 nov 2003 | Palomar       | NEAT            | —         | MPC                           |

## 235401–235500
| Designação | Designação | Descoberta  | Descoberta    | Descobridor(es) | Categoria | Mais informações / Referência |
| Permanente | Provisória | Data        | Local         | Descobridor(es) | Categoria | Mais informações / Referência |
| ---------- | ---------- | ----------- | ------------- | --------------- | --------- | ----------------------------- |
| 235401     | 2003 WL169 | 19 nov 2003 | Socorro       | LINEAR          | —         | MPC                           |
| 235402     | 2003 WR173 | 18 nov 2003 | Kitt Peak     | Spacewatch      | —         | MPC                           |
| 235403     | 2003 WM185 | 21 nov 2003 | Kitt Peak     | M. W. Buie      | —         | MPC                           |
| 235404     | 2003 XU1   | 1 dez 2003  | Socorro       | LINEAR          | —         | MPC                           |
| 235405     | 2003 XK2   | 1 dez 2003  | Socorro       | LINEAR          | —         | MPC                           |
| 235406     | 2003 XX14  | 15 dez 2003 | Socorro       | LINEAR          | —         | MPC                           |
| 235407     | 2003 XX18  | 14 dez 2003 | Kitt Peak     | Spacewatch      | —         | MPC                           |
| 235408     | 2003 XF20  | 14 dez 2003 | Kitt Peak     | Spacewatch      | —         | MPC                           |
| 235409     | 2003 XS22  | 1 dez 2003  | Kitt Peak     | Spacewatch      | —         | MPC                           |
| 235410     | 2003 XR33  | 1 dez 2003  | Kitt Peak     | Spacewatch      | —         | MPC                           |
| 235411     | 2003 XJ34  | 1 dez 2003  | Kitt Peak     | Spacewatch      | —         | MPC                           |
| 235412     | 2003 XM38  | 4 dez 2003  | Socorro       | LINEAR          | —         | MPC                           |
| 235413     | 2003 YY2   | 19 dez 2003 | Nashville     | R. Clingan      | —         | MPC                           |
| 235414     | 2003 YM11  | 17 dez 2003 | Socorro       | LINEAR          | —         | MPC                           |
| 235415     | 2003 YL16  | 17 dez 2003 | Anderson Mesa | LONEOS          | —         | MPC                           |
| 235416     | 2003 YO19  | 17 dez 2003 | Kitt Peak     | Spacewatch      | —         | MPC                           |
| 235417     | 2003 YF24  | 17 dez 2003 | Kitt Peak     | Spacewatch      | Themis    | MPC                           |
| 235418     | 2003 YB31  | 18 dez 2003 | Socorro       | LINEAR          | —         | MPC                           |
| 235419     | 2003 YJ31  | 18 dez 2003 | Socorro       | LINEAR          | —         | MPC                           |
| 235420     | 2003 YA34  | 17 dez 2003 | Socorro       | LINEAR          | —         | MPC                           |
| 235421     | 2003 YW37  | 18 dez 2003 | Socorro       | LINEAR          | Brangane  | MPC                           |
| 235422     | 2003 YQ41  | 19 dez 2003 | Kitt Peak     | Spacewatch      | —         | MPC                           |
| 235423     | 2003 YQ45  | 17 dez 2003 | Anderson Mesa | LONEOS          | —         | MPC                           |
| 235424     | 2003 YF51  | 18 dez 2003 | Socorro       | LINEAR          | —         | MPC                           |
| 235425     | 2003 YA69  | 20 dez 2003 | Socorro       | LINEAR          | —         | MPC                           |
| 235426     | 2003 YH70  | 21 dez 2003 | Socorro       | LINEAR          | —         | MPC                           |
| 235427     | 2003 YP70  | 19 dez 2003 | Socorro       | LINEAR          | Juno      | MPC                           |
| 235428     | 2003 YK71  | 18 dez 2003 | Socorro       | LINEAR          | —         | MPC                           |
| 235429     | 2003 YM79  | 18 dez 2003 | Socorro       | LINEAR          | —         | MPC                           |
| 235430     | 2003 YL81  | 18 dez 2003 | Socorro       | LINEAR          | —         | MPC                           |
| 235431     | 2003 YW87  | 19 dez 2003 | Socorro       | LINEAR          | —         | MPC                           |
| 235432     | 2003 YF92  | 21 dez 2003 | Socorro       | LINEAR          | —         | MPC                           |
| 235433     | 2003 YW93  | 21 dez 2003 | Kitt Peak     | Spacewatch      | —         | MPC                           |
| 235434     | 2003 YM97  | 19 dez 2003 | Socorro       | LINEAR          | —         | MPC                           |
| 235435     | 2003 YP106 | 22 dez 2003 | Socorro       | LINEAR          | —         | MPC                           |
| 235436     | 2003 YS109 | 22 dez 2003 | Kitt Peak     | Spacewatch      | —         | MPC                           |
| 235437     | 2003 YZ111 | 23 dez 2003 | Socorro       | LINEAR          | —         | MPC                           |
| 235438     | 2003 YG112 | 23 dez 2003 | Socorro       | LINEAR          | —         | MPC                           |
| 235439     | 2003 YN115 | 27 dez 2003 | Socorro       | LINEAR          | —         | MPC                           |
| 235440     | 2003 YK120 | 27 dez 2003 | Socorro       | LINEAR          | —         | MPC                           |
| 235441     | 2003 YV123 | 28 dez 2003 | Kitt Peak     | Spacewatch      | Themis    | MPC                           |
| 235442     | 2003 YZ131 | 28 dez 2003 | Socorro       | LINEAR          | Brangane  | MPC                           |
| 235443     | 2003 YE132 | 28 dez 2003 | Socorro       | LINEAR          | —         | MPC                           |
| 235444     | 2003 YF132 | 28 dez 2003 | Socorro       | LINEAR          | —         | MPC                           |
| 235445     | 2003 YF134 | 28 dez 2003 | Socorro       | LINEAR          | —         | MPC                           |
| 235446     | 2003 YT139 | 28 dez 2003 | Kitt Peak     | Spacewatch      | —         | MPC                           |
| 235447     | 2003 YB141 | 28 dez 2003 | Socorro       | LINEAR          | Brangane  | MPC                           |
| 235448     | 2003 YH141 | 28 dez 2003 | Socorro       | LINEAR          | —         | MPC                           |
| 235449     | 2003 YZ145 | 28 dez 2003 | Socorro       | LINEAR          | —         | MPC                           |
| 235450     | 2003 YB147 | 29 dez 2003 | Socorro       | LINEAR          | —         | MPC                           |
| 235451     | 2003 YL148 | 29 dez 2003 | Catalina      | CSS             | —         | MPC                           |
| 235452     | 2003 YZ148 | 29 dez 2003 | Socorro       | LINEAR          | —         | MPC                           |
| 235453     | 2003 YN149 | 29 dez 2003 | Catalina      | CSS             | —         | MPC                           |
| 235454     | 2003 YA150 | 29 dez 2003 | Socorro       | LINEAR          | —         | MPC                           |
| 235455     | 2003 YS150 | 29 dez 2003 | Catalina      | CSS             | —         | MPC                           |
| 235456     | 2003 YC151 | 29 dez 2003 | Catalina      | CSS             | —         | MPC                           |
| 235457     | 2003 YP153 | 29 dez 2003 | Socorro       | LINEAR          | —         | MPC                           |
| 235458     | 2003 YZ156 | 16 dez 2003 | Kitt Peak     | Spacewatch      | —         | MPC                           |
| 235459     | 2003 YP162 | 17 dez 2003 | Socorro       | LINEAR          | —         | MPC                           |
| 235460     | 2003 YS162 | 17 dez 2003 | Socorro       | LINEAR          | —         | MPC                           |
| 235461     | 2003 YG164 | 17 dez 2003 | Kitt Peak     | Spacewatch      | —         | MPC                           |
| 235462     | 2003 YN165 | 17 dez 2003 | Kitt Peak     | Spacewatch      | —         | MPC                           |
| 235463     | 2003 YQ165 | 17 dez 2003 | Kitt Peak     | Spacewatch      | —         | MPC                           |
| 235464     | 2003 YS165 | 17 dez 2003 | Anderson Mesa | LONEOS          | Brangane  | MPC                           |
| 235465     | 2003 YL174 | 19 dez 2003 | Kitt Peak     | Spacewatch      | —         | MPC                           |
| 235466     | 2003 YB182 | 29 dez 2003 | Kitt Peak     | Spacewatch      | —         | MPC                           |
| 235467     | 2004 AA3   | 5 jan 2004  | Catalina      | CSS             | —         | MPC                           |
| 235468     | 2004 AB3   | 11 jan 2004 | Palomar       | NEAT            | —         | MPC                           |
| 235469     | 2004 AH14  | 13 jan 2004 | Palomar       | NEAT            | Brangane  | MPC                           |
| 235470     | 2004 AF22  | 15 jan 2004 | Kitt Peak     | Spacewatch      | —         | MPC                           |
| 235471     | 2004 BZ15  | 18 jan 2004 | Palomar       | NEAT            | —         | MPC                           |
| 235472     | 2004 BX17  | 18 jan 2004 | Catalina      | CSS             | —         | MPC                           |
| 235473     | 2004 BY17  | 18 jan 2004 | Catalina      | CSS             | —         | MPC                           |
| 235474     | 2004 BH18  | 18 jan 2004 | Palomar       | NEAT            | —         | MPC                           |
| 235475     | 2004 BK25  | 19 jan 2004 | Catalina      | CSS             | Brangane  | MPC                           |
| 235476     | 2004 BG32  | 19 jan 2004 | Kitt Peak     | Spacewatch      | —         | MPC                           |
| 235477     | 2004 BZ35  | 19 jan 2004 | Kitt Peak     | Spacewatch      | —         | MPC                           |
| 235478     | 2004 BM36  | 19 jan 2004 | Kitt Peak     | Spacewatch      | —         | MPC                           |
| 235479     | 2004 BF38  | 19 jan 2004 | Catalina      | CSS             | —         | MPC                           |
| 235480     | 2004 BL42  | 21 jan 2004 | Socorro       | LINEAR          | —         | MPC                           |
| 235481     | 2004 BM45  | 21 jan 2004 | Socorro       | LINEAR          | —         | MPC                           |
| 235482     | 2004 BS46  | 21 jan 2004 | Socorro       | LINEAR          | —         | MPC                           |
| 235483     | 2004 BQ51  | 21 jan 2004 | Socorro       | LINEAR          | —         | MPC                           |
| 235484     | 2004 BE53  | 22 jan 2004 | Socorro       | LINEAR          | —         | MPC                           |
| 235485     | 2004 BD56  | 23 jan 2004 | Anderson Mesa | LONEOS          | —         | MPC                           |
| 235486     | 2004 BT64  | 22 jan 2004 | Socorro       | LINEAR          | —         | MPC                           |
| 235487     | 2004 BC67  | 24 jan 2004 | Socorro       | LINEAR          | —         | MPC                           |
| 235488     | 2004 BJ67  | 24 jan 2004 | Socorro       | LINEAR          | —         | MPC                           |
| 235489     | 2004 BJ73  | 24 jan 2004 | Socorro       | LINEAR          | —         | MPC                           |
| 235490     | 2004 BV73  | 24 jan 2004 | Socorro       | LINEAR          | —         | MPC                           |
| 235491     | 2004 BX86  | 22 jan 2004 | Socorro       | LINEAR          | —         | MPC                           |
| 235492     | 2004 BK89  | 23 jan 2004 | Socorro       | LINEAR          | —         | MPC                           |
| 235493     | 2004 BP91  | 24 jan 2004 | Socorro       | LINEAR          | —         | MPC                           |
| 235494     | 2004 BZ91  | 26 jan 2004 | Anderson Mesa | LONEOS          | —         | MPC                           |
| 235495     | 2004 BE92  | 26 jan 2004 | Anderson Mesa | LONEOS          | —         | MPC                           |
| 235496     | 2004 BN93  | 28 jan 2004 | Socorro       | LINEAR          | —         | MPC                           |
| 235497     | 2004 BP94  | 28 jan 2004 | Socorro       | LINEAR          | —         | MPC                           |
| 235498     | 2004 BH97  | 24 jan 2004 | Socorro       | LINEAR          | —         | MPC                           |
| 235499     | 2004 BQ101 | 28 jan 2004 | Socorro       | LINEAR          | —         | MPC                           |
| 235500     | 2004 BU101 | 29 jan 2004 | Socorro       | LINEAR          | —         | MPC                           |

## 235501–235600
| Designação | Designação | Descoberta  | Descoberta        | Descobridor(es) | Categoria | Mais informações / Referência |
| Permanente | Provisória | Data        | Local             | Descobridor(es) | Categoria | Mais informações / Referência |
| ---------- | ---------- | ----------- | ----------------- | --------------- | --------- | ----------------------------- |
| 235501     | 2004 BK103 | 31 jan 2004 | Socorro           | LINEAR          | —         | MPC                           |
| 235502     | 2004 BV105 | 26 jan 2004 | Anderson Mesa     | LONEOS          | —         | MPC                           |
| 235503     | 2004 BL106 | 26 jan 2004 | Anderson Mesa     | LONEOS          | Brangane  | MPC                           |
| 235504     | 2004 BH114 | 29 jan 2004 | Catalina          | CSS             | —         | MPC                           |
| 235505     | 2004 BY115 | 26 jan 2004 | Anderson Mesa     | LONEOS          | Brangane  | MPC                           |
| 235506     | 2004 BC119 | 30 jan 2004 | Socorro           | LINEAR          | —         | MPC                           |
| 235507     | 2004 BO120 | 31 jan 2004 | Socorro           | LINEAR          | —         | MPC                           |
| 235508     | 2004 BG132 | 17 jan 2004 | Palomar           | NEAT            | —         | MPC                           |
| 235509     | 2004 BH138 | 19 jan 2004 | Kitt Peak         | Spacewatch      | —         | MPC                           |
| 235510     | 2004 BD146 | 22 jan 2004 | Socorro           | LINEAR          | —         | MPC                           |
| 235511     | 2004 BP147 | 16 jan 2004 | Kitt Peak         | Spacewatch      | —         | MPC                           |
| 235512     | 2004 BM148 | 16 jan 2004 | Kitt Peak         | Spacewatch      | —         | MPC                           |
| 235513     | 2004 BM152 | 20 jan 2004 | Socorro           | LINEAR          | —         | MPC                           |
| 235514     | 2004 BX152 | 27 jan 2004 | Kitt Peak         | Spacewatch      | —         | MPC                           |
| 235515     | 2004 BL154 | 28 jan 2004 | Kitt Peak         | Spacewatch      | Ursula    | MPC                           |
| 235516     | 2004 BC158 | 28 jan 2004 | Socorro           | LINEAR          | —         | MPC                           |
| 235517     | 2004 BU161 | 19 jan 2004 | Kitt Peak         | Spacewatch      | —         | MPC                           |
| 235518     | 2004 CE2   | 12 fev 2004 | Desert Eagle      | W. K. Y. Yeung  | —         | MPC                           |
| 235519     | 2004 CA3   | 9 fev 2004  | Palomar           | NEAT            | —         | MPC                           |
| 235520     | 2004 CC3   | 9 fev 2004  | Palomar           | NEAT            | Brangane  | MPC                           |
| 235521     | 2004 CR4   | 10 fev 2004 | Palomar           | NEAT            | —         | MPC                           |
| 235522     | 2004 CJ6   | 10 fev 2004 | Palomar           | NEAT            | —         | MPC                           |
| 235523     | 2004 CG20  | 11 fev 2004 | Kitt Peak         | Spacewatch      | —         | MPC                           |
| 235524     | 2004 CR21  | 11 fev 2004 | Anderson Mesa     | LONEOS          | —         | MPC                           |
| 235525     | 2004 CJ32  | 12 fev 2004 | Kitt Peak         | Spacewatch      | —         | MPC                           |
| 235526     | 2004 CJ51  | 13 fev 2004 | Desert Eagle      | W. K. Y. Yeung  | —         | MPC                           |
| 235527     | 2004 CJ60  | 11 fev 2004 | Palomar           | NEAT            | —         | MPC                           |
| 235528     | 2004 CJ62  | 11 fev 2004 | Palomar           | NEAT            | —         | MPC                           |
| 235529     | 2004 CA63  | 12 fev 2004 | Palomar           | NEAT            | Brangane  | MPC                           |
| 235530     | 2004 CP63  | 12 fev 2004 | Palomar           | NEAT            | —         | MPC                           |
| 235531     | 2004 CS67  | 10 fev 2004 | Palomar           | NEAT            | Ursula    | MPC                           |
| 235532     | 2004 CD68  | 10 fev 2004 | Palomar           | NEAT            | —         | MPC                           |
| 235533     | 2004 CJ70  | 12 fev 2004 | Kitt Peak         | Spacewatch      | —         | MPC                           |
| 235534     | 2004 CS70  | 12 fev 2004 | Kitt Peak         | Spacewatch      | —         | MPC                           |
| 235535     | 2004 CU70  | 12 fev 2004 | Kitt Peak         | Spacewatch      | Ursula    | MPC                           |
| 235536     | 2004 CT82  | 12 fev 2004 | Kitt Peak         | Spacewatch      | —         | MPC                           |
| 235537     | 2004 CW94  | 12 fev 2004 | Palomar           | NEAT            | Ursula    | MPC                           |
| 235538     | 2004 CY101 | 12 fev 2004 | Palomar           | NEAT            | —         | MPC                           |
| 235539     | 2004 CX105 | 14 fev 2004 | Palomar           | NEAT            | —         | MPC                           |
| 235540     | 2004 CE108 | 14 fev 2004 | Haleakala         | NEAT            | —         | MPC                           |
| 235541     | 2004 CS112 | 13 fev 2004 | Anderson Mesa     | LONEOS          | —         | MPC                           |
| 235542     | 2004 DL4   | 16 fev 2004 | Kitt Peak         | Spacewatch      | —         | MPC                           |
| 235543     | 2004 DG15  | 17 fev 2004 | Socorro           | LINEAR          | —         | MPC                           |
| 235544     | 2004 DH15  | 17 fev 2004 | Socorro           | LINEAR          | —         | MPC                           |
| 235545     | 2004 DR19  | 17 fev 2004 | Socorro           | LINEAR          | —         | MPC                           |
| 235546     | 2004 DR26  | 16 fev 2004 | Socorro           | LINEAR          | —         | MPC                           |
| 235547     | 2004 DA27  | 16 fev 2004 | Kitt Peak         | Spacewatch      | —         | MPC                           |
| 235548     | 2004 DY28  | 17 fev 2004 | Kitt Peak         | Spacewatch      | —         | MPC                           |
| 235549     | 2004 DV65  | 23 fev 2004 | Socorro           | LINEAR          | —         | MPC                           |
| 235550     | 2004 EW11  | 11 mar 2004 | Palomar           | NEAT            | —         | MPC                           |
| 235551     | 2004 EW18  | 14 mar 2004 | Socorro           | LINEAR          | —         | MPC                           |
| 235552     | 2004 EC50  | 12 mar 2004 | Palomar           | NEAT            | Ursula    | MPC                           |
| 235553     | 2004 ED63  | 13 mar 2004 | Palomar           | NEAT            | —         | MPC                           |
| 235554     | 2004 EO85  | 15 mar 2004 | Socorro           | LINEAR          | Ursula    | MPC                           |
| 235555     | 2004 EA114 | 15 mar 2004 | Kitt Peak         | Spacewatch      | —         | MPC                           |
| 235556     | 2004 FV21  | 16 mar 2004 | Kitt Peak         | Spacewatch      | —         | MPC                           |
| 235557     | 2004 FW26  | 17 mar 2004 | Kitt Peak         | Spacewatch      | —         | MPC                           |
| 235558     | 2004 FD51  | 18 mar 2004 | Kitt Peak         | Spacewatch      | —         | MPC                           |
| 235559     | 2004 FL92  | 18 mar 2004 | Socorro           | LINEAR          | —         | MPC                           |
| 235560     | 2004 FU98  | 19 mar 2004 | Socorro           | LINEAR          | —         | MPC                           |
| 235561     | 2004 FU158 | 18 mar 2004 | Kitt Peak         | Spacewatch      | —         | MPC                           |
| 235562     | 2004 GW1   | 11 abr 2004 | Catalina          | CSS             | —         | MPC                           |
| 235563     | 2004 GE12  | 13 abr 2004 | Siding Spring     | SSS             | —         | MPC                           |
| 235564     | 2004 GS17  | 12 abr 2004 | Kitt Peak         | Spacewatch      | —         | MPC                           |
| 235565     | 2004 GU39  | 15 abr 2004 | Siding Spring     | SSS             | —         | MPC                           |
| 235566     | 2004 GP73  | 14 abr 2004 | Bergisch Gladbach | W. Bickel       | —         | MPC                           |
| 235567     | 2004 HK15  | 16 abr 2004 | Kitt Peak         | Spacewatch      | Juno      | MPC                           |
| 235568     | 2004 HN33  | 16 abr 2004 | Socorro           | LINEAR          | —         | MPC                           |
| 235569     | 2004 HC53  | 25 abr 2004 | Catalina          | CSS             | —         | MPC                           |
| 235570     | 2004 HW55  | 24 abr 2004 | Socorro           | LINEAR          | —         | MPC                           |
| 235571     | 2004 JC35  | 15 mai 2004 | Socorro           | LINEAR          | —         | MPC                           |
| 235572     | 2004 JN45  | 11 mai 2004 | Anderson Mesa     | LONEOS          | —         | MPC                           |
| 235573     | 2004 KB8   | 21 mai 2004 | Socorro           | LINEAR          | —         | MPC                           |
| 235574     | 2004 KO8   | 18 mai 2004 | Socorro           | LINEAR          | —         | MPC                           |
| 235575     | 2004 KP10  | 22 mai 2004 | Socorro           | LINEAR          | —         | MPC                           |
| 235576     | 2004 LN18  | 12 jun 2004 | Palomar           | NEAT            | —         | MPC                           |
| 235577     | 2004 LO28  | 14 jun 2004 | Kitt Peak         | Spacewatch      | —         | MPC                           |
| 235578     | 2004 MP2   | 18 jun 2004 | Socorro           | LINEAR          | —         | MPC                           |
| 235579     | 2004 MR2   | 18 jun 2004 | Catalina          | CSS             | —         | MPC                           |
| 235580     | 2004 NX27  | 11 jul 2004 | Socorro           | LINEAR          | —         | MPC                           |
| 235581     | 2004 NB33  | 10 jul 2004 | Palomar           | NEAT            | —         | MPC                           |
| 235582     | 2004 NP33  | 10 jul 2004 | Catalina          | CSS             | —         | MPC                           |
| 235583     | 2004 OG7   | 16 jul 2004 | Socorro           | LINEAR          | —         | MPC                           |
| 235584     | 2004 OY12  | 16 jul 2004 | Socorro           | LINEAR          | Juno      | MPC                           |
| 235585     | 2004 PY1   | 6 ago 2004  | Reedy Creek       | J. Broughton    | —         | MPC                           |
| 235586     | 2004 PG3   | 3 ago 2004  | Siding Spring     | SSS             | —         | MPC                           |
| 235587     | 2004 PD8   | 6 ago 2004  | Palomar           | NEAT            | —         | MPC                           |
| 235588     | 2004 PF8   | 6 ago 2004  | Palomar           | NEAT            | —         | MPC                           |
| 235589     | 2004 PC13  | 7 ago 2004  | Palomar           | NEAT            | —         | MPC                           |
| 235590     | 2004 PS16  | 7 ago 2004  | Siding Spring     | SSS             | —         | MPC                           |
| 235591     | 2004 PR25  | 8 ago 2004  | Socorro           | LINEAR          | —         | MPC                           |
| 235592     | 2004 PQ28  | 6 ago 2004  | Palomar           | NEAT            | —         | MPC                           |
| 235593     | 2004 PZ28  | 6 ago 2004  | Palomar           | NEAT            | —         | MPC                           |
| 235594     | 2004 PX40  | 9 ago 2004  | Socorro           | LINEAR          | —         | MPC                           |
| 235595     | 2004 PZ44  | 7 ago 2004  | Palomar           | NEAT            | —         | MPC                           |
| 235596     | 2004 PP46  | 7 ago 2004  | Campo Imperatore  | CINEOS          | —         | MPC                           |
| 235597     | 2004 PJ49  | 8 ago 2004  | Palomar           | NEAT            | —         | MPC                           |
| 235598     | 2004 PB50  | 8 ago 2004  | Socorro           | LINEAR          | —         | MPC                           |
| 235599     | 2004 PB52  | 8 ago 2004  | Socorro           | LINEAR          | —         | MPC                           |
| 235600     | 2004 PV55  | 8 ago 2004  | Anderson Mesa     | LONEOS          | —         | MPC                           |

## 235601–235700
| Designação         | Designação | Descoberta  | Descoberta       | Descobridor(es)  | Categoria | Mais informações / Referência |
| Permanente         | Provisória | Data        | Local            | Descobridor(es)  | Categoria | Mais informações / Referência |
| ------------------ | ---------- | ----------- | ---------------- | ---------------- | --------- | ----------------------------- |
| 235601             | 2004 PW56  | 9 ago 2004  | Socorro          | LINEAR           | —         | MPC                           |
| 235602             | 2004 PM59  | 9 ago 2004  | Anderson Mesa    | LONEOS           | —         | MPC                           |
| 235603             | 2004 PP60  | 9 ago 2004  | Socorro          | LINEAR           | —         | MPC                           |
| 235604             | 2004 PQ61  | 9 ago 2004  | Socorro          | LINEAR           | —         | MPC                           |
| 235605             | 2004 PN64  | 10 ago 2004 | Socorro          | LINEAR           | —         | MPC                           |
| 235606             | 2004 PA70  | 7 ago 2004  | Palomar          | NEAT             | —         | MPC                           |
| 235607             | 2004 PA73  | 8 ago 2004  | Socorro          | LINEAR           | —         | MPC                           |
| 235608             | 2004 PC79  | 9 ago 2004  | Socorro          | LINEAR           | —         | MPC                           |
| 235609             | 2004 PQ81  | 10 ago 2004 | Socorro          | LINEAR           | —         | MPC                           |
| 235610             | 2004 PH92  | 12 ago 2004 | Palomar          | NEAT             | —         | MPC                           |
| 235611             | 2004 PU99  | 11 ago 2004 | Socorro          | LINEAR           | —         | MPC                           |
| 235612             | 2004 PC101 | 11 ago 2004 | Socorro          | LINEAR           | —         | MPC                           |
| 235613             | 2004 PO102 | 12 ago 2004 | Socorro          | LINEAR           | —         | MPC                           |
| 235614             | 2004 PX103 | 12 ago 2004 | Socorro          | LINEAR           | —         | MPC                           |
| 235615             | 2004 PS104 | 13 ago 2004 | Andrushivka      | Andrushivka Obs. | —         | MPC                           |
| 235616             | 2004 PV105 | 15 ago 2004 | Siding Spring    | SSS              | —         | MPC                           |
| 235617             | 2004 PB106 | 15 ago 2004 | Siding Spring    | SSS              | —         | MPC                           |
| 235618             | 2004 QU7   | 22 ago 2004 | Bergisch Gladbac | W. Bickel        | —         | MPC                           |
| 235619             | 2004 QF27  | 19 ago 2004 | Siding Spring    | SSS              | —         | MPC                           |
| 235620             | 2004 RQ2   | 5 set 2004  | Bergisch Gladbac | W. Bickel        | —         | MPC                           |
| 235621 Kratochvíle | 2004 RK3   | 5 set 2004  | Kleť             | KLENOT           | —         | MPC                           |
| 235622             | 2004 RU12  | 3 set 2004  | Anderson Mesa    | LONEOS           | Pallas    | MPC                           |
| 235623             | 2004 RV12  | 4 set 2004  | Needville        | Needville Obs.   | —         | MPC                           |
| 235624             | 2004 RS13  | 6 set 2004  | Needville        | Needville Obs.   | —         | MPC                           |
| 235625             | 2004 RH17  | 7 set 2004  | Kitt Peak        | Spacewatch       | —         | MPC                           |
| 235626             | 2004 RO17  | 7 set 2004  | Socorro          | LINEAR           | —         | MPC                           |
| 235627             | 2004 RN20  | 7 set 2004  | Kitt Peak        | Spacewatch       | —         | MPC                           |
| 235628             | 2004 RJ32  | 7 set 2004  | Socorro          | LINEAR           | —         | MPC                           |
| 235629             | 2004 RH33  | 7 set 2004  | Socorro          | LINEAR           | —         | MPC                           |
| 235630             | 2004 RX38  | 7 set 2004  | Socorro          | LINEAR           | —         | MPC                           |
| 235631             | 2004 RK40  | 7 set 2004  | Kitt Peak        | Spacewatch       | —         | MPC                           |
| 235632             | 2004 RV49  | 8 set 2004  | Socorro          | LINEAR           | —         | MPC                           |
| 235633             | 2004 RF52  | 8 set 2004  | Socorro          | LINEAR           | Mitidika  | MPC                           |
| 235634             | 2004 RG52  | 8 set 2004  | Socorro          | LINEAR           | —         | MPC                           |
| 235635             | 2004 RN65  | 8 set 2004  | Socorro          | LINEAR           | —         | MPC                           |
| 235636             | 2004 RB68  | 8 set 2004  | Socorro          | LINEAR           | —         | MPC                           |
| 235637             | 2004 RP70  | 8 set 2004  | Socorro          | LINEAR           | —         | MPC                           |
| 235638             | 2004 RJ74  | 8 set 2004  | Socorro          | LINEAR           | —         | MPC                           |
| 235639             | 2004 RR75  | 8 set 2004  | Socorro          | LINEAR           | —         | MPC                           |
| 235640             | 2004 RS81  | 8 set 2004  | Socorro          | LINEAR           | —         | MPC                           |
| 235641             | 2004 RL90  | 8 set 2004  | Socorro          | LINEAR           | —         | MPC                           |
| 235642             | 2004 RM91  | 8 set 2004  | Socorro          | LINEAR           | —         | MPC                           |
| 235643             | 2004 RP98  | 8 set 2004  | Socorro          | LINEAR           | —         | MPC                           |
| 235644             | 2004 RO99  | 8 set 2004  | Socorro          | LINEAR           | —         | MPC                           |
| 235645             | 2004 RE106 | 8 set 2004  | Palomar          | NEAT             | —         | MPC                           |
| 235646             | 2004 RD112 | 6 set 2004  | Palomar          | NEAT             | —         | MPC                           |
| 235647             | 2004 RH118 | 7 set 2004  | Kitt Peak        | Spacewatch       | —         | MPC                           |
| 235648             | 2004 RA147 | 9 set 2004  | Socorro          | LINEAR           | —         | MPC                           |
| 235649             | 2004 RK148 | 9 set 2004  | Socorro          | LINEAR           | —         | MPC                           |
| 235650             | 2004 RP148 | 9 set 2004  | Socorro          | LINEAR           | —         | MPC                           |
| 235651             | 2004 RB149 | 9 set 2004  | Socorro          | LINEAR           | —         | MPC                           |
| 235652             | 2004 RW150 | 9 set 2004  | Socorro          | LINEAR           | —         | MPC                           |
| 235653             | 2004 RC155 | 10 set 2004 | Socorro          | LINEAR           | —         | MPC                           |
| 235654             | 2004 RO157 | 10 set 2004 | Socorro          | LINEAR           | —         | MPC                           |
| 235655             | 2004 RR169 | 8 set 2004  | Socorro          | LINEAR           | —         | MPC                           |
| 235656             | 2004 RB171 | 9 set 2004  | Socorro          | LINEAR           | —         | MPC                           |
| 235657             | 2004 RJ172 | 9 set 2004  | Socorro          | LINEAR           | —         | MPC                           |
| 235658             | 2004 RC180 | 10 set 2004 | Socorro          | LINEAR           | —         | MPC                           |
| 235659             | 2004 RE181 | 10 set 2004 | Socorro          | LINEAR           | —         | MPC                           |
| 235660             | 2004 RH191 | 10 set 2004 | Socorro          | LINEAR           | —         | MPC                           |
| 235661             | 2004 RB221 | 11 set 2004 | Socorro          | LINEAR           | —         | MPC                           |
| 235662             | 2004 RZ227 | 9 set 2004  | Kitt Peak        | Spacewatch       | —         | MPC                           |
| 235663             | 2004 RG228 | 9 set 2004  | Kitt Peak        | Spacewatch       | —         | MPC                           |
| 235664             | 2004 RY229 | 9 set 2004  | Kitt Peak        | Spacewatch       | —         | MPC                           |
| 235665             | 2004 RJ230 | 9 set 2004  | Kitt Peak        | Spacewatch       | —         | MPC                           |
| 235666             | 2004 RW231 | 9 set 2004  | Kitt Peak        | Spacewatch       | —         | MPC                           |
| 235667             | 2004 RH239 | 10 set 2004 | Kitt Peak        | Spacewatch       | —         | MPC                           |
| 235668             | 2004 RB244 | 10 set 2004 | Kitt Peak        | Spacewatch       | —         | MPC                           |
| 235669             | 2004 RT245 | 10 set 2004 | Kitt Peak        | Spacewatch       | —         | MPC                           |
| 235670             | 2004 RP250 | 13 set 2004 | Palomar          | NEAT             | —         | MPC                           |
| 235671             | 2004 RU253 | 6 set 2004  | Palomar          | NEAT             | —         | MPC                           |
| 235672             | 2004 RR259 | 10 set 2004 | Kitt Peak        | Spacewatch       | —         | MPC                           |
| 235673             | 2004 RO264 | 10 set 2004 | Kitt Peak        | Spacewatch       | —         | MPC                           |
| 235674             | 2004 RR279 | 15 set 2004 | Kitt Peak        | Spacewatch       | —         | MPC                           |
| 235675             | 2004 RA282 | 15 set 2004 | Kitt Peak        | Spacewatch       | —         | MPC                           |
| 235676             | 2004 RZ287 | 15 set 2004 | 7300 Observatory | W. K. Y. Yeung   | —         | MPC                           |
| 235677             | 2004 RN305 | 12 set 2004 | Socorro          | LINEAR           | —         | MPC                           |
| 235678             | 2004 RY312 | 15 set 2004 | Kitt Peak        | Spacewatch       | —         | MPC                           |
| 235679             | 2004 RL313 | 15 set 2004 | Kitt Peak        | Spacewatch       | —         | MPC                           |
| 235680             | 2004 RD316 | 8 set 2004  | Bergisch Gladbac | W. Bickel        | —         | MPC                           |
| 235681             | 2004 RF333 | 15 set 2004 | Anderson Mesa    | LONEOS           | —         | MPC                           |
| 235682             | 2004 RM333 | 15 set 2004 | Anderson Mesa    | LONEOS           | —         | MPC                           |
| 235683             | 2004 RT336 | 15 set 2004 | Kitt Peak        | Spacewatch       | —         | MPC                           |
| 235684             | 2004 RO337 | 15 set 2004 | Kitt Peak        | Spacewatch       | —         | MPC                           |
| 235685             | 2004 SR12  | 17 set 2004 | Socorro          | LINEAR           | —         | MPC                           |
| 235686             | 2004 SG13  | 17 set 2004 | Anderson Mesa    | LONEOS           | —         | MPC                           |
| 235687             | 2004 SU15  | 17 set 2004 | Anderson Mesa    | LONEOS           | —         | MPC                           |
| 235688             | 2004 SM17  | 17 set 2004 | Anderson Mesa    | LONEOS           | —         | MPC                           |
| 235689             | 2004 SL20  | 17 set 2004 | Desert Eagle     | W. K. Y. Yeung   | —         | MPC                           |
| 235690             | 2004 SR22  | 17 set 2004 | Anderson Mesa    | LONEOS           | —         | MPC                           |
| 235691             | 2004 SE24  | 17 set 2004 | Kitt Peak        | Spacewatch       | Mitidika  | MPC                           |
| 235692             | 2004 SP25  | 20 set 2004 | Goodricke-Pigott | R. A. Tucker     | —         | MPC                           |
| 235693             | 2004 SL31  | 17 set 2004 | Socorro          | LINEAR           | —         | MPC                           |
| 235694             | 2004 SB32  | 17 set 2004 | Socorro          | LINEAR           | —         | MPC                           |
| 235695             | 2004 SR32  | 17 set 2004 | Socorro          | LINEAR           | —         | MPC                           |
| 235696             | 2004 SO39  | 17 set 2004 | Socorro          | LINEAR           | —         | MPC                           |
| 235697             | 2004 SP51  | 17 set 2004 | Socorro          | LINEAR           | —         | MPC                           |
| 235698             | 2004 TY4   | 4 out 2004  | Kitt Peak        | Spacewatch       | —         | MPC                           |
| 235699             | 2004 TP5   | 5 out 2004  | Kitt Peak        | Spacewatch       | —         | MPC                           |
| 235700             | 2004 TR13  | 10 out 2004 | Haleakala        | NEAT             | —         | MPC                           |

## 235701–235800
| Designação | Designação | Descoberta  | Descoberta       | Descobridor(es) | Categoria | Mais informações / Referência |
| Permanente | Provisória | Data        | Local            | Descobridor(es) | Categoria | Mais informações / Referência |
| ---------- | ---------- | ----------- | ---------------- | --------------- | --------- | ----------------------------- |
| 235701     | 2004 TO32  | 4 out 2004  | Kitt Peak        | Spacewatch      | —         | MPC                           |
| 235702     | 2004 TB44  | 4 out 2004  | Kitt Peak        | Spacewatch      | —         | MPC                           |
| 235703     | 2004 TC45  | 4 out 2004  | Kitt Peak        | Spacewatch      | —         | MPC                           |
| 235704     | 2004 TN48  | 4 out 2004  | Kitt Peak        | Spacewatch      | —         | MPC                           |
| 235705     | 2004 TT49  | 4 out 2004  | Kitt Peak        | Spacewatch      | —         | MPC                           |
| 235706     | 2004 TW50  | 4 out 2004  | Kitt Peak        | Spacewatch      | —         | MPC                           |
| 235707     | 2004 TE55  | 4 out 2004  | Kitt Peak        | Spacewatch      | —         | MPC                           |
| 235708     | 2004 TD56  | 4 out 2004  | Kitt Peak        | Spacewatch      | —         | MPC                           |
| 235709     | 2004 TV59  | 5 out 2004  | Kitt Peak        | Spacewatch      | —         | MPC                           |
| 235710     | 2004 TQ66  | 5 out 2004  | Anderson Mesa    | LONEOS          | —         | MPC                           |
| 235711     | 2004 TL69  | 5 out 2004  | Anderson Mesa    | LONEOS          | —         | MPC                           |
| 235712     | 2004 TH96  | 5 out 2004  | Kitt Peak        | Spacewatch      | —         | MPC                           |
| 235713     | 2004 TZ102 | 6 out 2004  | Palomar          | NEAT            | —         | MPC                           |
| 235714     | 2004 TD112 | 7 out 2004  | Palomar          | NEAT            | —         | MPC                           |
| 235715     | 2004 TG122 | 7 out 2004  | Anderson Mesa    | LONEOS          | —         | MPC                           |
| 235716     | 2004 TK124 | 7 out 2004  | Socorro          | LINEAR          | —         | MPC                           |
| 235717     | 2004 TQ127 | 7 out 2004  | Socorro          | LINEAR          | —         | MPC                           |
| 235718     | 2004 TH129 | 7 out 2004  | Socorro          | LINEAR          | —         | MPC                           |
| 235719     | 2004 TJ142 | 4 out 2004  | Kitt Peak        | Spacewatch      | —         | MPC                           |
| 235720     | 2004 TS160 | 6 out 2004  | Kitt Peak        | Spacewatch      | —         | MPC                           |
| 235721     | 2004 TH161 | 6 out 2004  | Kitt Peak        | Spacewatch      | —         | MPC                           |
| 235722     | 2004 TJ164 | 6 out 2004  | Kitt Peak        | Spacewatch      | —         | MPC                           |
| 235723     | 2004 TT168 | 7 out 2004  | Socorro          | LINEAR          | —         | MPC                           |
| 235724     | 2004 TR169 | 7 out 2004  | Socorro          | LINEAR          | —         | MPC                           |
| 235725     | 2004 TF170 | 7 out 2004  | Socorro          | LINEAR          | —         | MPC                           |
| 235726     | 2004 TX171 | 8 out 2004  | Socorro          | LINEAR          | —         | MPC                           |
| 235727     | 2004 TL175 | 9 out 2004  | Socorro          | LINEAR          | —         | MPC                           |
| 235728     | 2004 TB188 | 7 out 2004  | Kitt Peak        | Spacewatch      | —         | MPC                           |
| 235729     | 2004 TQ205 | 7 out 2004  | Kitt Peak        | Spacewatch      | —         | MPC                           |
| 235730     | 2004 TY206 | 7 out 2004  | Kitt Peak        | Spacewatch      | —         | MPC                           |
| 235731     | 2004 TK220 | 6 out 2004  | Socorro          | LINEAR          | —         | MPC                           |
| 235732     | 2004 TC229 | 8 out 2004  | Kitt Peak        | Spacewatch      | —         | MPC                           |
| 235733     | 2004 TR237 | 9 out 2004  | Socorro          | LINEAR          | —         | MPC                           |
| 235734     | 2004 TJ244 | 7 out 2004  | Kitt Peak        | Spacewatch      | —         | MPC                           |
| 235735     | 2004 TU244 | 7 out 2004  | Kitt Peak        | Spacewatch      | —         | MPC                           |
| 235736     | 2004 TP250 | 8 out 2004  | Palomar          | NEAT            | —         | MPC                           |
| 235737     | 2004 TH264 | 9 out 2004  | Kitt Peak        | Spacewatch      | Mitidika  | MPC                           |
| 235738     | 2004 TC265 | 9 out 2004  | Kitt Peak        | Spacewatch      | —         | MPC                           |
| 235739     | 2004 TF277 | 9 out 2004  | Kitt Peak        | Spacewatch      | —         | MPC                           |
| 235740     | 2004 TO283 | 8 out 2004  | Kitt Peak        | Spacewatch      | —         | MPC                           |
| 235741     | 2004 TH286 | 8 out 2004  | Kitt Peak        | Spacewatch      | —         | MPC                           |
| 235742     | 2004 TH297 | 11 out 2004 | Palomar          | NEAT            | —         | MPC                           |
| 235743     | 2004 TU303 | 10 out 2004 | Kitt Peak        | Spacewatch      | —         | MPC                           |
| 235744     | 2004 TW306 | 10 out 2004 | Socorro          | LINEAR          | —         | MPC                           |
| 235745     | 2004 TS308 | 10 out 2004 | Kitt Peak        | Spacewatch      | —         | MPC                           |
| 235746     | 2004 TC312 | 11 out 2004 | Kitt Peak        | Spacewatch      | —         | MPC                           |
| 235747     | 2004 TY332 | 9 out 2004  | Kitt Peak        | Spacewatch      | —         | MPC                           |
| 235748     | 2004 TQ340 | 13 out 2004 | Anderson Mesa    | LONEOS          | —         | MPC                           |
| 235749     | 2004 TT348 | 7 out 2004  | Kitt Peak        | Spacewatch      | Mitidika  | MPC                           |
| 235750     | 2004 TU353 | 11 out 2004 | Kitt Peak        | M. W. Buie      | —         | MPC                           |
| 235751     | 2004 TM366 | 15 out 2004 | Kitt Peak        | Spacewatch      | —         | MPC                           |
| 235752     | 2004 TN366 | 4 out 2004  | Kitt Peak        | Spacewatch      | —         | MPC                           |
| 235753     | 2004 UZ2   | 18 out 2004 | Socorro          | LINEAR          | —         | MPC                           |
| 235754     | 2004 UP3   | 19 out 2004 | Socorro          | LINEAR          | —         | MPC                           |
| 235755     | 2004 US8   | 21 out 2004 | Socorro          | LINEAR          | —         | MPC                           |
| 235756     | 2004 VC    | 1 nov 2004  | Siding Spring    | SSS             | —         | MPC                           |
| 235757     | 2004 VN2   | 3 nov 2004  | Kitt Peak        | Spacewatch      | —         | MPC                           |
| 235758     | 2004 VX3   | 3 nov 2004  | Kitt Peak        | Spacewatch      | —         | MPC                           |
| 235759     | 2004 VY3   | 3 nov 2004  | Kitt Peak        | Spacewatch      | —         | MPC                           |
| 235760     | 2004 VE5   | 3 nov 2004  | Anderson Mesa    | LONEOS          | —         | MPC                           |
| 235761     | 2004 VL7   | 3 nov 2004  | Kitt Peak        | Spacewatch      | —         | MPC                           |
| 235762     | 2004 VP7   | 3 nov 2004  | Kitt Peak        | Spacewatch      | —         | MPC                           |
| 235763     | 2004 VS8   | 3 nov 2004  | Anderson Mesa    | LONEOS          | —         | MPC                           |
| 235764     | 2004 VN11  | 3 nov 2004  | Palomar          | NEAT            | —         | MPC                           |
| 235765     | 2004 VW11  | 3 nov 2004  | Catalina         | CSS             | Meliboea  | MPC                           |
| 235766     | 2004 VV15  | 1 nov 2004  | Palomar          | NEAT            | —         | MPC                           |
| 235767     | 2004 VK17  | 3 nov 2004  | Kitt Peak        | Spacewatch      | —         | MPC                           |
| 235768     | 2004 VV20  | 4 nov 2004  | Catalina         | CSS             | —         | MPC                           |
| 235769     | 2004 VJ21  | 4 nov 2004  | Catalina         | CSS             | —         | MPC                           |
| 235770     | 2004 VX22  | 4 nov 2004  | Catalina         | CSS             | —         | MPC                           |
| 235771     | 2004 VC23  | 5 nov 2004  | Campo Imperatore | CINEOS          | —         | MPC                           |
| 235772     | 2004 VZ23  | 4 nov 2004  | Anderson Mesa    | LONEOS          | —         | MPC                           |
| 235773     | 2004 VD24  | 5 nov 2004  | Anderson Mesa    | LONEOS          | —         | MPC                           |
| 235774     | 2004 VS29  | 3 nov 2004  | Kitt Peak        | Spacewatch      | —         | MPC                           |
| 235775     | 2004 VZ31  | 3 nov 2004  | Kitt Peak        | Spacewatch      | —         | MPC                           |
| 235776     | 2004 VR42  | 4 nov 2004  | Kitt Peak        | Spacewatch      | —         | MPC                           |
| 235777     | 2004 VU47  | 4 nov 2004  | Kitt Peak        | Spacewatch      | —         | MPC                           |
| 235778     | 2004 VA74  | 12 nov 2004 | Catalina         | CSS             | —         | MPC                           |
| 235779     | 2004 VO75  | 4 nov 2004  | Socorro          | LINEAR          | —         | MPC                           |
| 235780     | 2004 VJ86  | 10 nov 2004 | Kitt Peak        | Spacewatch      | —         | MPC                           |
| 235781     | 2004 VT88  | 11 nov 2004 | Kitt Peak        | Spacewatch      | —         | MPC                           |
| 235782     | 2004 WH5   | 19 nov 2004 | Socorro          | LINEAR          | —         | MPC                           |
| 235783     | 2004 WT7   | 19 nov 2004 | Catalina         | CSS             | —         | MPC                           |
| 235784     | 2004 WU9   | 30 nov 2004 | Palomar          | NEAT            | —         | MPC                           |
| 235785     | 2004 WV10  | 19 nov 2004 | Kitt Peak        | Spacewatch      | —         | MPC                           |
| 235786     | 2004 XB2   | 1 dez 2004  | Catalina         | CSS             | —         | MPC                           |
| 235787     | 2004 XZ2   | 2 dez 2004  | Catalina         | CSS             | —         | MPC                           |
| 235788     | 2004 XP6   | 2 dez 2004  | Kitt Peak        | Spacewatch      | —         | MPC                           |
| 235789     | 2004 XY9   | 2 dez 2004  | Catalina         | CSS             | —         | MPC                           |
| 235790     | 2004 XS11  | 7 dez 2004  | Socorro          | LINEAR          | —         | MPC                           |
| 235791     | 2004 XP12  | 8 dez 2004  | Socorro          | LINEAR          | —         | MPC                           |
| 235792     | 2004 XS12  | 8 dez 2004  | Socorro          | LINEAR          | —         | MPC                           |
| 235793     | 2004 XZ13  | 9 dez 2004  | Catalina         | CSS             | Eos       | MPC                           |
| 235794     | 2004 XD14  | 9 dez 2004  | Kitt Peak        | Spacewatch      | —         | MPC                           |
| 235795     | 2004 XP18  | 8 dez 2004  | Socorro          | LINEAR          | —         | MPC                           |
| 235796     | 2004 XH19  | 8 dez 2004  | Socorro          | LINEAR          | Phocaea   | MPC                           |
| 235797     | 2004 XS22  | 8 dez 2004  | Socorro          | LINEAR          | —         | MPC                           |
| 235798     | 2004 XJ23  | 8 dez 2004  | Socorro          | LINEAR          | —         | MPC                           |
| 235799     | 2004 XN23  | 8 dez 2004  | Socorro          | LINEAR          | —         | MPC                           |
| 235800     | 2004 XX24  | 9 dez 2004  | Kitt Peak        | Spacewatch      | —         | MPC                           |

## 235801–235900
| Designação | Designação | Descoberta  | Descoberta       | Descobridor(es)        | Categoria | Mais informações / Referência |
| Permanente | Provisória | Data        | Local            | Descobridor(es)        | Categoria | Mais informações / Referência |
| ---------- | ---------- | ----------- | ---------------- | ---------------------- | --------- | ----------------------------- |
| 235801     | 2004 XT25  | 9 dez 2004  | Catalina         | CSS                    | —         | MPC                           |
| 235802     | 2004 XY33  | 11 dez 2004 | Campo Imperatore | CINEOS                 | —         | MPC                           |
| 235803     | 2004 XE39  | 7 dez 2004  | Socorro          | LINEAR                 | Phocaea   | MPC                           |
| 235804     | 2004 XE43  | 10 dez 2004 | Socorro          | LINEAR                 | —         | MPC                           |
| 235805     | 2004 XH43  | 10 dez 2004 | Socorro          | LINEAR                 | —         | MPC                           |
| 235806     | 2004 XP44  | 2 dez 2004  | Catalina         | CSS                    | —         | MPC                           |
| 235807     | 2004 XH46  | 9 dez 2004  | Kitt Peak        | Spacewatch             | —         | MPC                           |
| 235808     | 2004 XY55  | 10 dez 2004 | Kitt Peak        | Spacewatch             | —         | MPC                           |
| 235809     | 2004 XJ58  | 10 dez 2004 | Kitt Peak        | Spacewatch             | Eos       | MPC                           |
| 235810     | 2004 XK58  | 10 dez 2004 | Kitt Peak        | Spacewatch             | —         | MPC                           |
| 235811     | 2004 XT58  | 10 dez 2004 | Kitt Peak        | Spacewatch             | —         | MPC                           |
| 235812     | 2004 XW60  | 12 dez 2004 | Kitt Peak        | Spacewatch             | —         | MPC                           |
| 235813     | 2004 XA66  | 2 dez 2004  | Kitt Peak        | Spacewatch             | —         | MPC                           |
| 235814     | 2004 XZ75  | 10 dez 2004 | Kitt Peak        | Spacewatch             | —         | MPC                           |
| 235815     | 2004 XS82  | 11 dez 2004 | Kitt Peak        | Spacewatch             | —         | MPC                           |
| 235816     | 2004 XB85  | 12 dez 2004 | Kitt Peak        | Spacewatch             | —         | MPC                           |
| 235817     | 2004 XN86  | 13 dez 2004 | Kitt Peak        | Spacewatch             | —         | MPC                           |
| 235818     | 2004 XB89  | 10 dez 2004 | Campo Imperatore | CINEOS                 | —         | MPC                           |
| 235819     | 2004 XA92  | 11 dez 2004 | Kitt Peak        | Spacewatch             | —         | MPC                           |
| 235820     | 2004 XP92  | 11 dez 2004 | Socorro          | LINEAR                 | —         | MPC                           |
| 235821     | 2004 XD97  | 11 dez 2004 | Kitt Peak        | Spacewatch             | —         | MPC                           |
| 235822     | 2004 XJ102 | 11 dez 2004 | Catalina         | CSS                    | —         | MPC                           |
| 235823     | 2004 XH111 | 14 dez 2004 | Catalina         | CSS                    | —         | MPC                           |
| 235824     | 2004 XL124 | 10 dez 2004 | Socorro          | LINEAR                 | —         | MPC                           |
| 235825     | 2004 XK127 | 14 dez 2004 | Socorro          | LINEAR                 | —         | MPC                           |
| 235826     | 2004 XU130 | 14 dez 2004 | Catalina         | CSS                    | —         | MPC                           |
| 235827     | 2004 XL137 | 15 dez 2004 | Socorro          | LINEAR                 | —         | MPC                           |
| 235828     | 2004 XZ141 | 14 dez 2004 | Kitt Peak        | Spacewatch             | —         | MPC                           |
| 235829     | 2004 XE144 | 12 dez 2004 | Socorro          | LINEAR                 | —         | MPC                           |
| 235830     | 2004 XB152 | 15 dez 2004 | Kitt Peak        | Spacewatch             | —         | MPC                           |
| 235831     | 2004 XR160 | 14 dez 2004 | Kitt Peak        | Spacewatch             | —         | MPC                           |
| 235832     | 2004 XQ163 | 15 dez 2004 | Kitt Peak        | Spacewatch             | —         | MPC                           |
| 235833     | 2004 XS164 | 1 dez 2004  | Socorro          | LINEAR                 | —         | MPC                           |
| 235834     | 2004 XX164 | 1 dez 2004  | Palomar          | NEAT                   | —         | MPC                           |
| 235835     | 2004 XH184 | 10 dez 2004 | Kitt Peak        | Spacewatch             | —         | MPC                           |
| 235836     | 2004 XP191 | 11 dez 2004 | Kitt Peak        | Spacewatch             | —         | MPC                           |
| 235837     | 2004 YP1   | 19 dez 2004 | Needville        | Needville Obs.         | —         | MPC                           |
| 235838     | 2004 YF2   | 16 dez 2004 | Kitt Peak        | Spacewatch             | —         | MPC                           |
| 235839     | 2004 YH11  | 18 dez 2004 | Mount Lemmon     | Mount Lemmon Survey    | —         | MPC                           |
| 235840     | 2004 YP11  | 18 dez 2004 | Mount Lemmon     | Mount Lemmon Survey    | —         | MPC                           |
| 235841     | 2004 YC12  | 18 dez 2004 | Mount Lemmon     | Mount Lemmon Survey    | —         | MPC                           |
| 235842     | 2004 YU23  | 18 dez 2004 | Mount Lemmon     | Mount Lemmon Survey    | —         | MPC                           |
| 235843     | 2004 YD36  | 19 dez 2004 | Mount Lemmon     | Mount Lemmon Survey    | —         | MPC                           |
| 235844     | 2004 YH36  | 20 dez 2004 | Mount Lemmon     | Mount Lemmon Survey    | —         | MPC                           |
| 235845     | 2005 AL1   | 1 jan 2005  | Catalina         | CSS                    | —         | MPC                           |
| 235846     | 2005 AY6   | 6 jan 2005  | Catalina         | CSS                    | —         | MPC                           |
| 235847     | 2005 AX7   | 6 jan 2005  | Catalina         | CSS                    | —         | MPC                           |
| 235848     | 2005 AC8   | 6 jan 2005  | Catalina         | CSS                    | —         | MPC                           |
| 235849     | 2005 AE15  | 7 jan 2005  | Socorro          | LINEAR                 | —         | MPC                           |
| 235850     | 2005 AN16  | 6 jan 2005  | Socorro          | LINEAR                 | —         | MPC                           |
| 235851     | 2005 AF25  | 8 jan 2005  | Campo Imperatore | CINEOS                 | —         | MPC                           |
| 235852     | 2005 AX27  | 14 jan 2005 | Uccle            | E. W. Elst, T. Pauwels | —         | MPC                           |
| 235853     | 2005 AJ28  | 13 jan 2005 | Catalina         | CSS                    | —         | MPC                           |
| 235854     | 2005 AQ29  | 8 jan 2005  | Socorro          | LINEAR                 | —         | MPC                           |
| 235855     | 2005 AO30  | 9 jan 2005  | Catalina         | CSS                    | —         | MPC                           |
| 235856     | 2005 AV33  | 13 jan 2005 | Kitt Peak        | Spacewatch             | —         | MPC                           |
| 235857     | 2005 AP35  | 13 jan 2005 | Socorro          | LINEAR                 | —         | MPC                           |
| 235858     | 2005 AW37  | 13 jan 2005 | Kitt Peak        | Spacewatch             | —         | MPC                           |
| 235859     | 2005 AE39  | 13 jan 2005 | Kitt Peak        | Spacewatch             | Eos       | MPC                           |
| 235860     | 2005 AD42  | 15 jan 2005 | Catalina         | CSS                    | —         | MPC                           |
| 235861     | 2005 AV42  | 15 jan 2005 | Socorro          | LINEAR                 | —         | MPC                           |
| 235862     | 2005 AU44  | 15 jan 2005 | Kitt Peak        | Spacewatch             | —         | MPC                           |
| 235863     | 2005 AY53  | 13 jan 2005 | Kitt Peak        | Spacewatch             | —         | MPC                           |
| 235864     | 2005 AR57  | 15 jan 2005 | Catalina         | CSS                    | —         | MPC                           |
| 235865     | 2005 AM58  | 15 jan 2005 | Socorro          | LINEAR                 | —         | MPC                           |
| 235866     | 2005 AC61  | 15 jan 2005 | Kitt Peak        | Spacewatch             | —         | MPC                           |
| 235867     | 2005 AS77  | 15 jan 2005 | Kitt Peak        | Spacewatch             | —         | MPC                           |
| 235868     | 2005 AP80  | 15 jan 2005 | Kitt Peak        | Spacewatch             | Ursula    | MPC                           |
| 235869     | 2005 AH82  | 13 jan 2005 | Kitt Peak        | Spacewatch             | —         | MPC                           |
| 235870     | 2005 BY6   | 16 jan 2005 | Socorro          | LINEAR                 | —         | MPC                           |
| 235871     | 2005 BA10  | 16 jan 2005 | Socorro          | LINEAR                 | —         | MPC                           |
| 235872     | 2005 BZ10  | 16 jan 2005 | Kitt Peak        | Spacewatch             | —         | MPC                           |
| 235873     | 2005 BA13  | 17 jan 2005 | Socorro          | LINEAR                 | —         | MPC                           |
| 235874     | 2005 BZ14  | 16 jan 2005 | Kitt Peak        | Spacewatch             | —         | MPC                           |
| 235875     | 2005 BK16  | 16 jan 2005 | Socorro          | LINEAR                 | —         | MPC                           |
| 235876     | 2005 BQ25  | 18 jan 2005 | Catalina         | CSS                    | —         | MPC                           |
| 235877     | 2005 BW27  | 19 jan 2005 | Kitt Peak        | Spacewatch             | —         | MPC                           |
| 235878     | 2005 BR29  | 31 jan 2005 | Socorro          | LINEAR                 | —         | MPC                           |
| 235879     | 2005 BX34  | 16 jan 2005 | Mauna Kea        | C. Veillet             | —         | MPC                           |
| 235880     | 2005 BM48  | 19 jan 2005 | Kitt Peak        | Spacewatch             | —         | MPC                           |
| 235881     | 2005 CL2   | 1 fev 2005  | Catalina         | CSS                    | —         | MPC                           |
| 235882     | 2005 CM5   | 1 fev 2005  | Kitt Peak        | Spacewatch             | —         | MPC                           |
| 235883     | 2005 CV8   | 1 fev 2005  | Catalina         | CSS                    | —         | MPC                           |
| 235884     | 2005 CC9   | 1 fev 2005  | Catalina         | CSS                    | —         | MPC                           |
| 235885     | 2005 CK10  | 1 fev 2005  | Kitt Peak        | Spacewatch             | —         | MPC                           |
| 235886     | 2005 CR23  | 2 fev 2005  | Socorro          | LINEAR                 | —         | MPC                           |
| 235887     | 2005 CB30  | 1 fev 2005  | Kitt Peak        | Spacewatch             | —         | MPC                           |
| 235888     | 2005 CM36  | 3 fev 2005  | Socorro          | LINEAR                 | —         | MPC                           |
| 235889     | 2005 CU43  | 2 fev 2005  | Catalina         | CSS                    | —         | MPC                           |
| 235890     | 2005 CG45  | 2 fev 2005  | Catalina         | CSS                    | —         | MPC                           |
| 235891     | 2005 CA49  | 2 fev 2005  | Catalina         | CSS                    | —         | MPC                           |
| 235892     | 2005 CB57  | 2 fev 2005  | Catalina         | CSS                    | —         | MPC                           |
| 235893     | 2005 CJ59  | 2 fev 2005  | Palomar          | NEAT                   | —         | MPC                           |
| 235894     | 2005 CD62  | 14 fev 2005 | Mayhill          | A. Lowe                | —         | MPC                           |
| 235895     | 2005 CR63  | 9 fev 2005  | Anderson Mesa    | LONEOS                 | —         | MPC                           |
| 235896     | 2005 CZ63  | 9 fev 2005  | Anderson Mesa    | LONEOS                 | —         | MPC                           |
| 235897     | 2005 CW68  | 4 fev 2005  | Anderson Mesa    | LONEOS                 | —         | MPC                           |
| 235898     | 2005 CL69  | 14 fev 2005 | Kitt Peak        | Spacewatch             | —         | MPC                           |
| 235899     | 2005 CY73  | 1 fev 2005  | Kitt Peak        | Spacewatch             | —         | MPC                           |
| 235900     | 2005 CY75  | 2 fev 2005  | Catalina         | CSS                    | —         | MPC                           |

## 235901–236000
| Designação         | Designação | Descoberta  | Descoberta       | Descobridor(es)     | Categoria | Mais informações / Referência |
| Permanente         | Provisória | Data        | Local            | Descobridor(es)     | Categoria | Mais informações / Referência |
| ------------------ | ---------- | ----------- | ---------------- | ------------------- | --------- | ----------------------------- |
| 235901             | 2005 CV80  | 1 fev 2005  | Catalina         | CSS                 | —         | MPC                           |
| 235902             | 2005 DC    | 16 fev 2005 | Sandlot          | G. Hug              | —         | MPC                           |
| 235903             | 2005 EG    | 1 mar 2005  | Socorro          | LINEAR              | —         | MPC                           |
| 235904             | 2005 EZ3   | 1 mar 2005  | Kitt Peak        | Spacewatch          | —         | MPC                           |
| 235905             | 2005 EV9   | 2 mar 2005  | Kitt Peak        | Spacewatch          | —         | MPC                           |
| 235906             | 2005 EH17  | 3 mar 2005  | Kitt Peak        | Spacewatch          | —         | MPC                           |
| 235907             | 2005 EJ19  | 3 mar 2005  | Kitt Peak        | Spacewatch          | —         | MPC                           |
| 235908             | 2005 EY22  | 3 mar 2005  | Catalina         | CSS                 | —         | MPC                           |
| 235909             | 2005 EA25  | 3 mar 2005  | Catalina         | CSS                 | —         | MPC                           |
| 235910             | 2005 EO25  | 3 mar 2005  | Junk Bond        | Junk Bond Obs.      | Themis    | MPC                           |
| 235911             | 2005 EM34  | 3 mar 2005  | Catalina         | CSS                 | —         | MPC                           |
| 235912             | 2005 EL36  | 4 mar 2005  | Catalina         | CSS                 | —         | MPC                           |
| 235913             | 2005 EU39  | 1 mar 2005  | Kitt Peak        | Spacewatch          | —         | MPC                           |
| 235914             | 2005 EL43  | 3 mar 2005  | Kitt Peak        | Spacewatch          | —         | MPC                           |
| 235915             | 2005 EO44  | 3 mar 2005  | Kitt Peak        | Spacewatch          | Brangane  | MPC                           |
| 235916             | 2005 EF45  | 3 mar 2005  | Catalina         | CSS                 | Ursula    | MPC                           |
| 235917             | 2005 EW45  | 3 mar 2005  | Catalina         | CSS                 | —         | MPC                           |
| 235918             | 2005 EH49  | 3 mar 2005  | Catalina         | CSS                 | Charis    | MPC                           |
| 235919             | 2005 EV51  | 3 mar 2005  | Catalina         | CSS                 | —         | MPC                           |
| 235920             | 2005 EY54  | 4 mar 2005  | Kitt Peak        | Spacewatch          | —         | MPC                           |
| 235921             | 2005 EN58  | 4 mar 2005  | Kitt Peak        | Spacewatch          | —         | MPC                           |
| 235922             | 2005 ET67  | 4 mar 2005  | Mount Lemmon     | Mount Lemmon Survey | —         | MPC                           |
| 235923             | 2005 EZ71  | 2 mar 2005  | Anderson Mesa    | LONEOS              | Eos       | MPC                           |
| 235924             | 2005 EF84  | 4 mar 2005  | Catalina         | CSS                 | —         | MPC                           |
| 235925             | 2005 EA96  | 3 mar 2005  | Catalina         | CSS                 | —         | MPC                           |
| 235926             | 2005 EL97  | 3 mar 2005  | Catalina         | CSS                 | —         | MPC                           |
| 235927             | 2005 EL100 | 3 mar 2005  | Catalina         | CSS                 | —         | MPC                           |
| 235928             | 2005 EO101 | 3 mar 2005  | Catalina         | CSS                 | —         | MPC                           |
| 235929             | 2005 EX101 | 3 mar 2005  | Kitt Peak        | Spacewatch          | —         | MPC                           |
| 235930             | 2005 EO104 | 4 mar 2005  | Mount Lemmon     | Mount Lemmon Survey | —         | MPC                           |
| 235931             | 2005 EU113 | 4 mar 2005  | Catalina         | CSS                 | —         | MPC                           |
| 235932             | 2005 EE116 | 4 mar 2005  | Mount Lemmon     | Mount Lemmon Survey | —         | MPC                           |
| 235933             | 2005 EP119 | 7 mar 2005  | Socorro          | LINEAR              | —         | MPC                           |
| 235934             | 2005 EA120 | 8 mar 2005  | Kitt Peak        | Spacewatch          | Maria     | MPC                           |
| 235935             | 2005 EO126 | 8 mar 2005  | Mount Lemmon     | Mount Lemmon Survey | —         | MPC                           |
| 235936             | 2005 EJ127 | 9 mar 2005  | Kitt Peak        | Spacewatch          | —         | MPC                           |
| 235937             | 2005 EY132 | 9 mar 2005  | Catalina         | CSS                 | —         | MPC                           |
| 235938             | 2005 EZ135 | 9 mar 2005  | Anderson Mesa    | LONEOS              | —         | MPC                           |
| 235939             | 2005 EC137 | 9 mar 2005  | Mount Lemmon     | Mount Lemmon Survey | —         | MPC                           |
| 235940             | 2005 EA139 | 9 mar 2005  | Mount Lemmon     | Mount Lemmon Survey | —         | MPC                           |
| 235941             | 2005 EP139 | 9 mar 2005  | Mount Lemmon     | Mount Lemmon Survey | —         | MPC                           |
| 235942             | 2005 EU139 | 9 mar 2005  | Mount Lemmon     | Mount Lemmon Survey | —         | MPC                           |
| 235943             | 2005 EF141 | 10 mar 2005 | Catalina         | CSS                 | —         | MPC                           |
| 235944             | 2005 EH143 | 10 mar 2005 | Catalina         | CSS                 | —         | MPC                           |
| 235945             | 2005 EV143 | 10 mar 2005 | Mount Lemmon     | Mount Lemmon Survey | —         | MPC                           |
| 235946             | 2005 EY145 | 10 mar 2005 | Mount Lemmon     | Mount Lemmon Survey | —         | MPC                           |
| 235947             | 2005 ET147 | 10 mar 2005 | Kitt Peak        | Spacewatch          | —         | MPC                           |
| 235948             | 2005 EW156 | 9 mar 2005  | Socorro          | LINEAR              | —         | MPC                           |
| 235949             | 2005 EE159 | 9 mar 2005  | Mount Lemmon     | Mount Lemmon Survey | —         | MPC                           |
| 235950             | 2005 EY159 | 9 mar 2005  | Mount Lemmon     | Mount Lemmon Survey | Maria     | MPC                           |
| 235951             | 2005 EL160 | 9 mar 2005  | Mount Lemmon     | Mount Lemmon Survey | —         | MPC                           |
| 235952             | 2005 EX165 | 11 mar 2005 | Kitt Peak        | Spacewatch          | —         | MPC                           |
| 235953             | 2005 EN176 | 8 mar 2005  | Socorro          | LINEAR              | —         | MPC                           |
| 235954             | 2005 EX180 | 9 mar 2005  | Mount Lemmon     | Mount Lemmon Survey | —         | MPC                           |
| 235955             | 2005 EW183 | 9 mar 2005  | Mount Lemmon     | Mount Lemmon Survey | —         | MPC                           |
| 235956             | 2005 ET188 | 10 mar 2005 | Mount Lemmon     | Mount Lemmon Survey | —         | MPC                           |
| 235957             | 2005 EP194 | 11 mar 2005 | Mount Lemmon     | Mount Lemmon Survey | —         | MPC                           |
| 235958             | 2005 ET194 | 11 mar 2005 | Mount Lemmon     | Mount Lemmon Survey | —         | MPC                           |
| 235959             | 2005 EO203 | 11 mar 2005 | Kitt Peak        | Spacewatch          | —         | MPC                           |
| 235960             | 2005 EJ204 | 11 mar 2005 | Kitt Peak        | Spacewatch          | —         | MPC                           |
| 235961             | 2005 EX205 | 13 mar 2005 | Catalina         | CSS                 | —         | MPC                           |
| 235962             | 2005 ER216 | 8 mar 2005  | Mount Lemmon     | Mount Lemmon Survey | —         | MPC                           |
| 235963             | 2005 EU216 | 8 mar 2005  | Socorro          | LINEAR              | Juno      | MPC                           |
| 235964             | 2005 EX217 | 9 mar 2005  | Mount Lemmon     | Mount Lemmon Survey | Brangane  | MPC                           |
| 235965             | 2005 EG218 | 9 mar 2005  | Kitt Peak        | Spacewatch          | —         | MPC                           |
| 235966             | 2005 EB220 | 10 mar 2005 | Siding Spring    | SSS                 | —         | MPC                           |
| 235967             | 2005 EK221 | 11 mar 2005 | Mount Lemmon     | Mount Lemmon Survey | —         | MPC                           |
| 235968             | 2005 EY236 | 11 mar 2005 | Kitt Peak        | Spacewatch          | —         | MPC                           |
| 235969             | 2005 EK239 | 11 mar 2005 | Kitt Peak        | Spacewatch          | —         | MPC                           |
| 235970             | 2005 EH240 | 11 mar 2005 | Kitt Peak        | Spacewatch          | —         | MPC                           |
| 235971             | 2005 EE248 | 12 mar 2005 | Kitt Peak        | Spacewatch          | —         | MPC                           |
| 235972             | 2005 EH250 | 14 mar 2005 | Mount Lemmon     | Mount Lemmon Survey | —         | MPC                           |
| 235973             | 2005 EJ250 | 15 mar 2005 | Catalina         | CSS                 | —         | MPC                           |
| 235974             | 2005 EL256 | 11 mar 2005 | Mount Lemmon     | Mount Lemmon Survey | —         | MPC                           |
| 235975             | 2005 EX257 | 11 mar 2005 | Mount Lemmon     | Mount Lemmon Survey | —         | MPC                           |
| 235976             | 2005 EA260 | 11 mar 2005 | Kitt Peak        | Spacewatch          | —         | MPC                           |
| 235977             | 2005 ER260 | 12 mar 2005 | Kitt Peak        | Spacewatch          | —         | MPC                           |
| 235978             | 2005 ER262 | 13 mar 2005 | Kitt Peak        | Spacewatch          | —         | MPC                           |
| 235979             | 2005 EJ269 | 15 mar 2005 | Mount Lemmon     | Mount Lemmon Survey | —         | MPC                           |
| 235980             | 2005 EA272 | 10 mar 2005 | Anderson Mesa    | LONEOS              | Maria     | MPC                           |
| 235981             | 2005 EM282 | 10 mar 2005 | Mount Lemmon     | Mount Lemmon Survey | —         | MPC                           |
| 235982             | 2005 EE293 | 10 mar 2005 | Catalina         | CSS                 | —         | MPC                           |
| 235983             | 2005 EH306 | 4 mar 2005  | Mount Lemmon     | Mount Lemmon Survey | —         | MPC                           |
| 235984             | 2005 ET315 | 11 mar 2005 | Kitt Peak        | Spacewatch          | —         | MPC                           |
| 235985             | 2005 ER317 | 12 mar 2005 | Kitt Peak        | M. W. Buie          | —         | MPC                           |
| 235986             | 2005 EY326 | 3 mar 2005  | Kitt Peak        | Spacewatch          | —         | MPC                           |
| 235987             | 2005 ET327 | 11 mar 2005 | Mount Lemmon     | Mount Lemmon Survey | —         | MPC                           |
| 235988             | 2005 EJ330 | 2 mar 2005  | Catalina         | CSS                 | Brangane  | MPC                           |
| 235989             | 2005 EO330 | 15 mar 2005 | Catalina         | CSS                 | —         | MPC                           |
| 235990 Laennec     | 2005 FP2   | 16 mar 2005 | Saint-Sulpice    | B. Christophe       | —         | MPC                           |
| 235991             | 2005 FD7   | 31 mar 2005 | Anderson Mesa    | LONEOS              | —         | MPC                           |
| 235992             | 2005 FC10  | 17 mar 2005 | Kitt Peak        | Spacewatch          | —         | MPC                           |
| 235993             | 2005 FQ12  | 16 mar 2005 | Catalina         | CSS                 | Brangane  | MPC                           |
| 235994             | 2005 GY1   | 1 abr 2005  | Catalina         | CSS                 | —         | MPC                           |
| 235995             | 2005 GA9   | 1 abr 2005  | Kitt Peak        | Spacewatch          | Brangane  | MPC                           |
| 235996             | 2005 GF9   | 2 abr 2005  | Bergisch Gladbac | W. Bickel           | —         | MPC                           |
| 235997             | 2005 GQ18  | 2 abr 2005  | Goodricke-Pigott | R. A. Tucker        | —         | MPC                           |
| 235998             | 2005 GZ21  | 4 abr 2005  | Catalina         | CSS                 | —         | MPC                           |
| 235999 Bucciantini | 2005 GA22  | 4 abr 2005  | San Marcello     | L. Tesi, G. Fagioli | —         | MPC                           |
| 236000             | 2005 GK22  | 4 abr 2005  | Catalina         | CSS                 | —         | MPC                           |